# David Goffin
Pour les articles homonymes, voir Goffin.
David Goffin, né le 7 décembre 1990 à Rocourt (Liège), est un joueur de tennis belge, professionnel depuis 2009.
Il a remporté six tournois en simple et un en double sur le circuit ATP et a atteint quatre quarts de finale en Grand Chelem à Roland-Garros en 2016, à l'Open d'Australie en 2017 année où il atteint la finale du Masters après avoir battu Rafael Nadal et Roger Federer, respectivement numéros 1 et 2 mondiaux, ainsi qu'à Wimbledon en 2019 et 2022.
Il est membre de l'équipe de Belgique de Coupe Davis et a participé à la finale en 2015 face à la Grande-Bretagne et en 2017 face à la France.

## Biographie
David Goffin fait ses premiers pas au tennis à l'âge de 5 ans avec Michel, son père, entraîneur de tennis à Barchon Club, et Michèle Gurdal. Michel Goffin crédite d'ailleurs Gurdal pour avoir appris à son fils « les bases et la discipline ».
À huit ans, il fait un stage à l'académie de Sergi Bruguera à Barcelone en Catalogne suivi de la Saddlebrook Academies à Tampa en Floride. Il est par la suite admis au centre tennis-études de Mons, dirigé par l'Association francophone de tennis (AFT) et fait ses études à l’Athénée Marguerite Bervoets.
En août 2008, il intègre la section « Team Pro » du centre qui regroupe ceux qui, au bout de leurs études secondaires, ont décidé de faire du tennis leur profession.
Il a été entraîné par Réginald Willems jusque mars 2014. Il est ensuite entraîné par Thierry Van Cleemput entre avril 2014 et janvier 2019.
En 2019 et 2020, David Goffin est entrainé par l'ancien joueur suédois Thomas Johansson, vainqueur de l'Open d'Australie 2002. À partir de 2021, il est entraîné par Germain Gigounon, ancien coach de la joueuse belge Ysaline Bonaventure.
David Goffin réside à Monaco avec Stéphanie Tuccitto, sa compagne depuis juin 2012. Il a un frère, Simon, qui est entraîneur de tennis sur le circuit féminin. Il joue notamment au golf.

## Carrière

### Débuts
À 15 ans, en septembre 2006, David Goffin perd (0-6, 0-6) au premier tour de qualification du tournoi Challenger de Mons, l'Ethias Trophy. Il réapparaît sur le circuit ITF deux ans plus tard en août 2008 dans le tournoi Future de Luxembourg, un mois plus tard il remporte le tournoi Future de Céphalonie en Grèce. Il joue au tournoi de Roland-Garros junior en mai 2008 où il passe un tour et à Wimbledon junior où il perd au premier tour.
En 2009, il bat son premier joueur du top 100 : son compatriote Christophe Rochus alors no 93.
En août et en octobre 2010, il remporte deux tournois Futures à Eupen en Belgique et à Saint-Dizier en France. Cette même année, alors classé 297e mondial, Goffin atteint la finale du tournoi Challenger de Ljubljana où il perd contre le Slovène Blaž Kavčič puis il débute sur le circuit principal avec un échec en qualification à Montpellier.
En 2011, David Goffin joue pour la première fois dans le tableau principal d'un tournoi ATP à l'Open de Chennai. Après être sorti des qualifications, il bat Somdev Devvarman sur le score de 6-2, 6-4 et perd au second tour contre Stanislas Wawrinka (6-7, 6-7). Il obtient ensuite une invitation pour les qualifications de l'Open d'Australie où il abandonne au premier tour. Il joue également les qualifications de Wimbledon et de l'US Open avec des défaites au troisième et dernier tour. Il passe un tour à Kuala Lumpur en septembre et remporte coup sur coup deux tournois Futur à La Roche-sur-Yon et à Rodez en France.
En octobre, il atteint les demi-finales de l'Ethias Trophy de Mons. Après avoir battu ses compatriotes Olivier Rochus et Yannick Mertens, ainsi que le Colombien Alejandro Falla, il tombe face au Français Julien Benneteau.

### 2012-2013: premières participations aux tournois du Grand Chelem, entrée dans le top 50
En janvier 2012, il atteint les quarts de finale d'un tournoi ATP pour la première fois, lors de l'Open de Chennai. Après avoir battu son compatriote Xavier Malisse, 49e mondial (sa première victoire face à un joueur du top 50), et Andreas Beck, il joue pour la première fois face à un membre du top 10, le 9e mondial Janko Tipsarević, et s'incline en trois sets (6-2, 3-6, 6-2). Issu des qualifications à l'Open 13 de Marseille, il passe le premier tour en battant Donald Young et échoue à nouveau contre Janko Tipsarević. Il participe en mars à son premier Masters 1000 à Miami où il passe le premier tour avant d'être stoppé par Nicolás Almagro.
En avril 2012, David Goffin remporte son tout premier titre Challenger, l'Orange Open Guadeloupe au Gosier, en s'imposant face à Mischa Zverev (6-2, 6-2).
Ce même mois, lors de la rencontre du Groupe I de la Coupe Davis entre la Belgique et la Grande-Bretagne, il joue le match de double qu'il perd avec Ruben Bemelmans contre Colin Fleming et Ross Hutchins. Puis il dispute son premier simple dans cette compétition, remplaçant Olivier Rochus blessé, et offre le 3e point de qualification pour accéder aux barrages du groupe mondial grâce à sa victoire contre Josh Goodall en trois sets (6-4, 6-4 et 6-4). À l'Open de Barcelone et à l'Open de Munich, il parvient de nouveau à sortir des qualifications mais est éliminé au premier tour par Pablo Andújar et Potito Starace.
David Goffin intègre pour la première fois le tableau principal d'un tournoi du Grand Chelem lors du tournoi de Roland-Garros 2012 en tant que lucky loser, grâce au retrait de Gaël Monfils. Il avait échoué au troisième et dernier tour des qualifications contre João Sousa. Au premier tour, il rencontre le 27e mondial, Radek Štěpánek, qu'il bat en 5 sets (6-2, 4-6, 2-6, 6-4, 6-2). C'est le joueur le mieux classé qu'il ait battu. Au deuxième tour, il bat le Français Arnaud Clément, qui participait sur invitation à son dernier Roland-Garros, dans un match suspendu à cause de la pluie sur un score de deux sets partout, 5-1 la veille. Il remporte pour la seconde fois consécutive un match après avoir été mené 2 sets à 1 (3-6, 7-62, 0-6, 6-2 et 6-1). Au 3e tour il rencontre Łukasz Kubot qu'il bat (7-6, 7-5, 6-1) et accède ainsi aux huitièmes de finale. Il perd ensuite en quatre sets contre Roger Federer (5-7, 7-5, 6-2, 6-4) au terme d'un match où Goffin produira un superbe tennis, déstabilisant le Suisse à de nombreuses reprises. Le dernier lucky loser à avoir atteint les huitièmes de finale d'un Grand Chelem avant lui était son compatriote Dick Norman, qui avait perdu à ce stade contre Boris Becker à Wimbledon en 1995. Grâce à son beau parcours à Roland-Garros, il gagne 45 places au classement ATP pour se retrouver à la 64e place mondiale, ce qui lui donne par ailleurs le droit de représenter la Belgique aux Jeux olympiques.

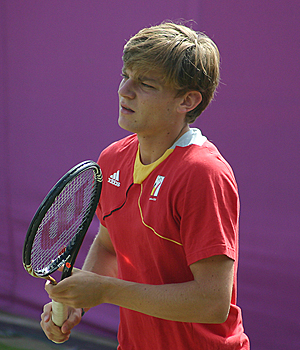
David Goffin aux Jeux olympiques 2012.

Outre un bond dans le classement, ce coup d'éclat à Roland-Garros lui permet de recevoir une wild card pour l'UNICEF Open de Rosmalen et pour Wimbledon. Au premier tour du Grand Chelem londonien, il bat le jeune espoir Bernard Tomic (3-6, 6-3, 6-4, 6-4), quart-de-finaliste l'année précédente dans ce tournoi. Au second tour, il vient à bout de l'Américain Jesse Levine (4-6, 6-4, 6-1, 6-3). Malgré une belle résistance face à Mardy Fish au tour suivant, il s'incline face à ce dernier (3-6, 6-7, 6-7).
Représentant la Belgique en simple aux Jeux olympiques, il perd au premier tour contre l'Argentin Juan Mónaco. Il atteint les quarts de finale du tournoi de Winston-Salem en battant au passage Viktor Troicki, Nicolas Mahut et Łukasz Kubot. Il s'incline en quart face au 10e mondial John Isner en deux sets (7-65, 6-3). La semaine suivante, il est éliminé dès le premier tour de l'US Open par le Tchèque Tomáš Berdych, 7e joueur mondial.
En Coupe Davis face à la Suède, David offre 2 points à l'équipe belge en battant Andreas Vinciguerra (6-4, 6-3, 7-5) et Markus Eriksson (6-3, 6-4). Le 30 septembre à Orléans, David gagne son deuxième tournoi Challenger de la saison et de sa carrière face à son compatriote Ruben Bemelmans alors 125e joueur mondial. La semaine suivante, il est désigné tête de série numéro 1 de l'Ethias Trophy où il s'aligne aussi en double avec Olivier Rochus. Il ne brille pas face à son public en se faisant sortir au premier tour par Michaël Llodra. À l'Open de Stockholm, David est éliminé dès le premier tour par Márcos Baghdatís.
À l'Open de Valence, il atteint les quarts de finale en battant notamment le géant John Isner no 11 mondial sur le score de 7-62, 4-6, 6-4. Pour la première fois de sa carrière, le joueur belge bat un top 15. Il atteint alors le meilleur classement de sa carrière à la 42e place mondiale.
David commence l'année à l'Open de Brisbane, où il s'incline au second tour face à Jürgen Melzer après avoir battu Matthew Ebden. Il continue sa saison à l'Open d'Auckland où il perd au premier tour.
À l'Open d'Australie, il est éliminé dès le premier tour par l'Espagnol Fernando Verdasco, 24e joueur mondial, dans un match en cinq sets (3-6, 6-3, 6-4, 3-6, 4-6).
Il rejoint l'équipe belge de Coupe Davis pour affronter la Serbie menée par Novak Djokovic. Il perd le premier match face à Viktor Troicki alors qu'il menait 2 sets à 0 et a servi pour le match. La Serbie s'impose finalement en remportant les trois premiers matchs.
Il est ensuite battu au premier tour aux trois tournois auxquels il participe : Rotterdam, Marseille et Dubaï, par des joueurs classés entre la cinquantième et la soixantième place.
En mars, il retrouve Viktor Troicki au premier tour du Masters d'Indian Wells et prend sa revanche sur le Serbe. Il s'incline au tour suivant face à Florian Mayer. Au Masters de Miami, il atteint le 3e tour où il est battu par Nicolás Almagro, après avoir notamment vaincu l'Allemand Philipp Kohlschreiber, classé vingt-et-unième mondial. Il s'agit du joueur le mieux classé qu'il ait battu cette année-là.

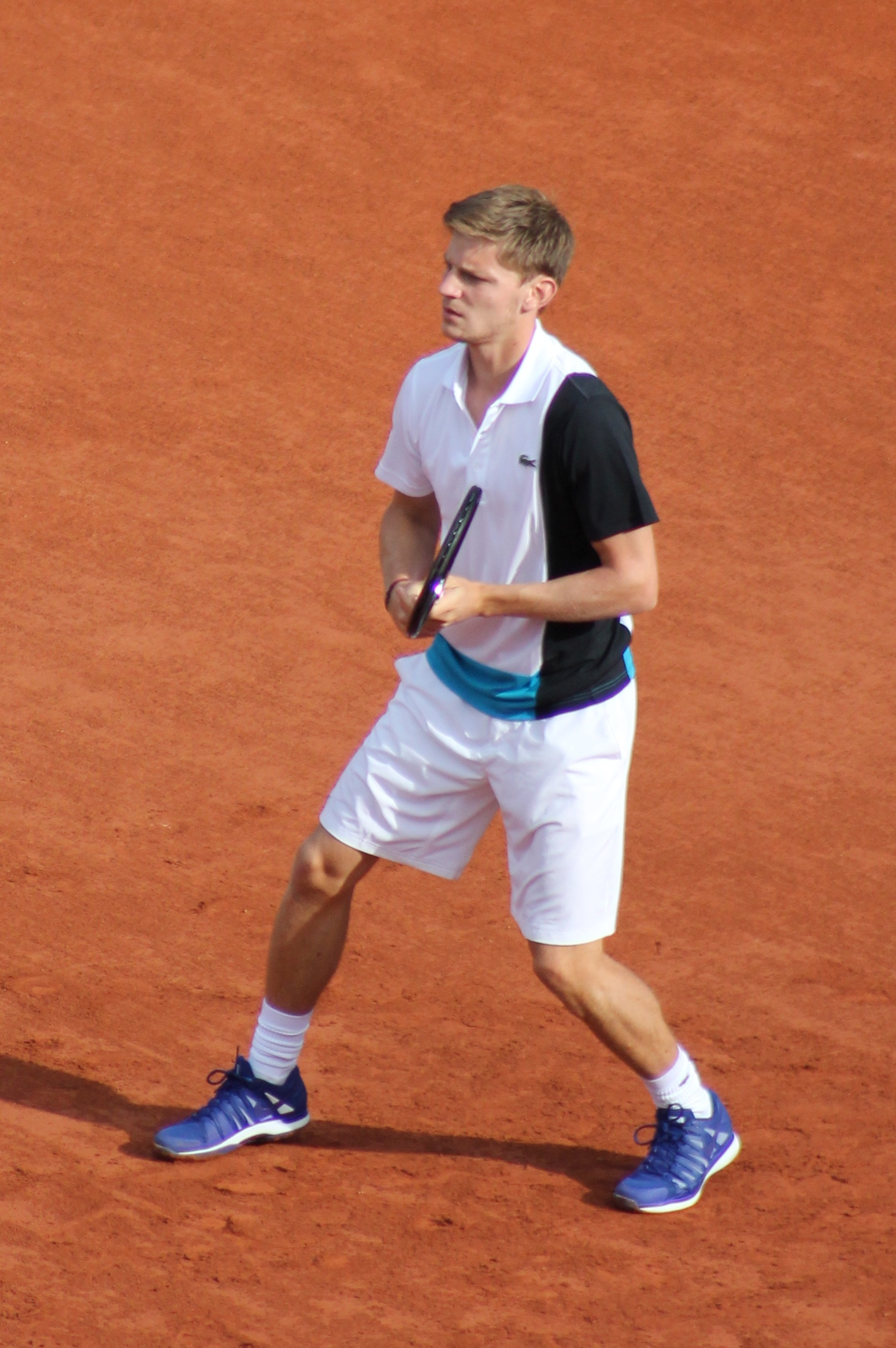
David Goffin à Roland-Garros 2013 face à Novak Djokovic.

Il commence la saison sur terre battue au Masters de Monte-Carlo où il retrouve au premier tour l'Espagnol qui le bat à nouveau. Il enchaîne ensuite des défaites aux premiers et seconds tours à Bucarest, Estoril, Madrid et Düsseldorf, atteignant les demi-finales au tournoi Challenger de Bordeaux.
À Roland-Garros où il avait brillé la saison précédente, il tombe au premier tour sur le no 1 mondial, Novak Djokovic. Malgré une bonne résistance, David s'incline en trois sets.
Sur gazon, David s'incline au premier tour des tournois de Halle et Bois-le-Duc face à des joueurs sortis des qualifications. À Wimbledon, il tombe au premier tour sur le 6e joueur mondial Jo-Wilfried Tsonga qui s'impose en 3 sets. David Goffin affiche alors un bulletin de l'année fort décevant avec 12 défaites au premier tour et seulement 7 victoires en tournois ATP. Il perd à nouveau de précieux points et sort du top 100.
Il participe ensuite à deux tournois Challenger en Turquie. Il atteint les quarts de finale du tournoi d'Istanbul et remporte celui d'Eskişehir en battant en finale le joueur turc Marsel Ilhan. Il remonte alors dans le top 100 et redevient le joueur belge le mieux classé.
Lors de sa tournée américaine, il remporte une série de matchs qui lui permettent de remonter au classement. Au Classic de Washington, il atteint le second tour où il s'incline face à Bernard Tomic. La semaine suivante, il s'extrait des qualifications du Masters du Canada mais s'incline au premier tour du tableau final face à Tommy Haas. Au Masters de Cincinnati, il remporte à nouveau son tournoi qualificatif et atteint les huitièmes de finale en battant Vasek Pospisil, récent demi-finaliste du Masters du Canada. Il y rencontre pour la seconde fois le no 1 mondial Novak Djokovic contre qui il s'incline à nouveau.
Fin août, il prend part à l'US Open, son quatrième tournoi du Grand Chelem de l'année mais, comme aux trois tournois précédents, il est éliminé dès le premier tour, par l'Ukrainien Alexandr Dolgopolov, en trois sets (2-6, 4-6, 4-6). Il s'agit de son dernier match officiel de la saison 2013. En effet, il est sélectionné pour jouer le match de Coupe Davis face à Israël mais se casse le poignet gauche à l'entraînement et doit subir une opération. Sa saison 2013 prend fin sur cette blessure.
En décembre, il reprend la compétition au tournoi exhibition de Caen où il bat en finale Richard Gasquet, 9e mondial, ce qui est de bon augure pour le début de la saison suivante.

### 2014: deux premiers titres ATP et intégration du top 30
David Goffin commence sa saison au tournoi Challenger de Nouméa après 4 mois d'absence. Il s'impose facilement au premier tour mais doit déclarer forfait lors de son second match à cause d'une grosse élongation du muscle droit antérieur qui le contraint à déclarer forfait pour les qualifications de l'Open d'Australie.
Il reprend la compétition lors du premier tour de la Coupe Davis contre le Kazakhstan, où il s'incline face à Andrey Golubev puis s'impose face à Mikhail Kukushkin. La Belgique perd la rencontre 2-3. À la suite de sa longue absence, David est sorti du top 100 et il doit passer par les qualifications pour jouer les tournois ATP. Il participe à plusieurs tournois où il se qualifie pour le tableau final mais s'incline à chaque fois au premier ou deuxième tour. Il joue ensuite deux tournois Challenger pour reprendre confiance avant le tournoi de Roland-Garros, mais il n'y dépasse pas les quarts de finale. Au Grand Chelem parisien, il s'incline au premier tour en 4 sets face à Jürgen Melzer (4-6, 7-5, 5-7, 4-6).
La saison sur gazon n'est pas plus réjouissante, avec un deuxième tour au Queen's, une élimination en qualification à Eastbourne et une défaite au premier tour du tournoi de Wimbledon face au tenant du titre Andy Murray (1-6, 4-6, 5-7).
En juillet, David reprend la compétition sur terre battue en Challenger et les résultats sont plus encourageants avec trois titres consécutifs à Scheveningen, Poznań et Tampere, avec respectivement comme adversaires en finale Andreas Beck (6-3, 6-2), Blaž Rola (6-4, 6-2) et Jarkko Nieminen (7-63, 6-3). Il enchaîne à l'Open de Kitzbühel où il reçoit une wild card. Il y atteint la première finale ATP de sa carrière en éliminant notamment Philipp Kohlschreiber (6-3, 7-5), 24e mondial, au deuxième tour. Il remporte le tournoi en s'imposant face au jeune espoir autrichien Dominic Thiem, 50e mondial, en 3 sets (4-6, 6-1, 6-3). Cela fait donc 4 titres en autant de tournois depuis sa reprise sur terre battue.

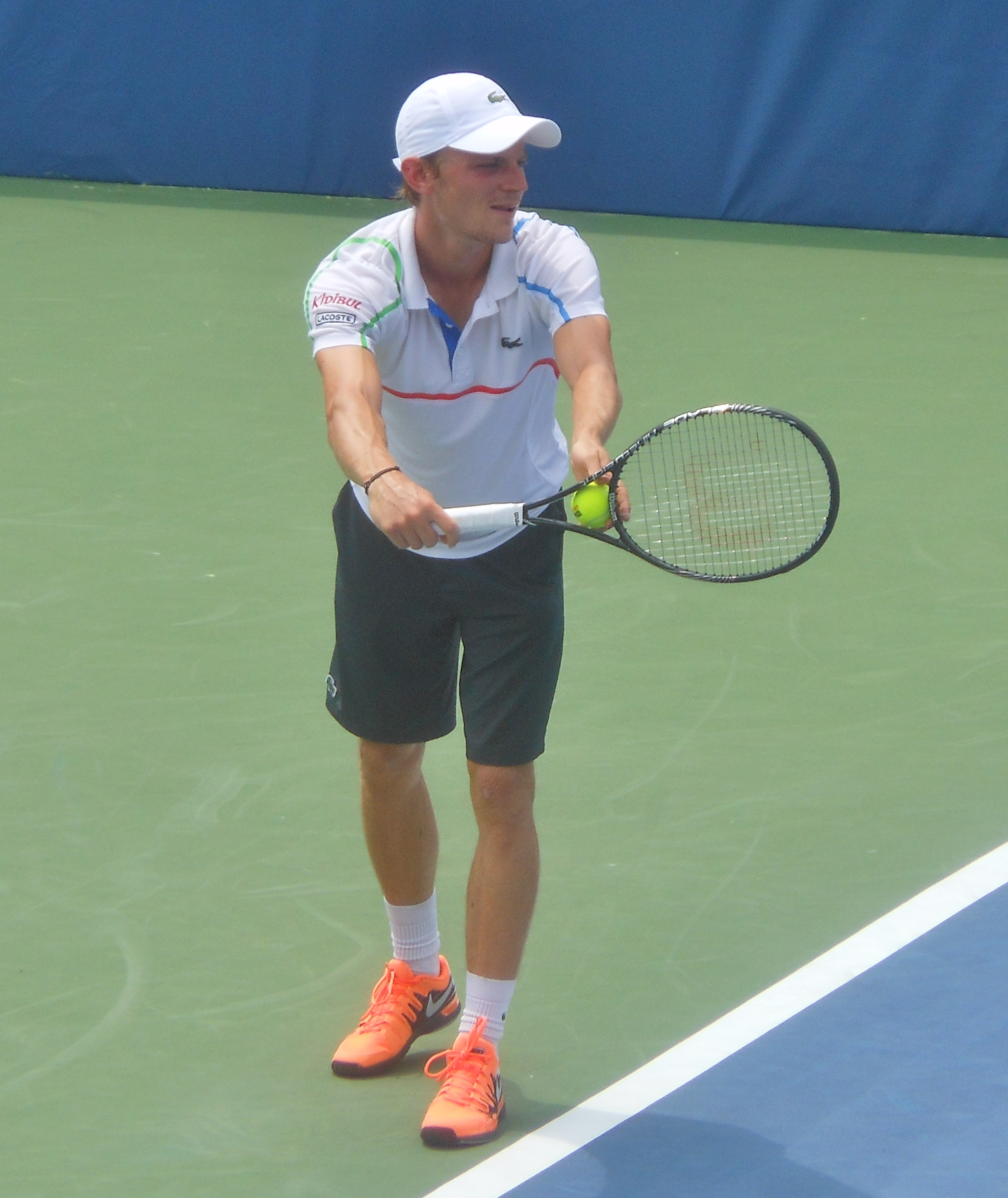
David Goffin au tournoi de Winston-Salem 2014.

David Goffin participe ensuite à l'Open de Winston-Salem pour préparer le dernier tournoi du Grand Chelem de la saison. Il y enchaîne encore 5 victoires dont deux en qualifications et notamment une au second tour face à Leonardo Mayer, 26e mondial. Il étend ainsi sa série de victoires consécutives à 25 avant de s'incliner en quart de finale face au Polonais Jerzy Janowicz.
À l'US Open, David Goffin se qualifie pour le troisième tour en battant Niels Desein et João Sousa. Il s'y incline face au Bulgare 8e mondial Grigor Dimitrov en quatre sets, non sans avoir enlevé le premier set 6-0 (0-6, 6-3, 6-4, 6-1).
Début septembre en Coupe Davis, il permet à la Belgique de sauver sa place dans le groupe mondial face à l'Ukraine en battant notamment Serhiy Stakhovsky et Illya Marchenko.
À l'Open de Moselle, David Goffin continue sur sa bonne lancée de l'été. Il se débarrasse de Florent Serra et Tobias Kamke avant de s'offrir le scalp de Jo-Wilfried Tsonga (tête de série no 1 et 11e mondial) en quart de finale (1-6, 7-65, 7-5). Ni Jan-Lennard Struff, ni João Sousa, pourtant tombeur de Gaël Monfils (tête de série no 2) en demi-finale, ne peuvent empêcher David de remporter son 2e tournoi ATP. David totalise alors un bilan de 34 victoires en 36 matchs depuis le tournoi de Wimbledon et monte à la 32e place mondiale.
Invité à l'Ethias Trophy de Mons, il fait honneur à son titre de première tête de série et s'impose en battant son compatriote Steve Darcis en finale (6-3, 6-3). Il totalise alors 20 victoires d'affilée sur le circuit Challenger et monte à la 27e place mondiale.
Il s'aligne ensuite au tournoi ATP 500 de Bâle, où il bat pour son entrée en lice le jeune Dominic Thiem (7-64, 6-3). Au second tour, il se débarrasse du Croate Ivan Dodig (7-60, 6-4), puis vainc en quart de finale le premier joueur du top 10 de sa carrière, le Canadien Milos Raonic (63-7, 6-3, 6-4) alors classé 9e mondial. Il s'offre sa place en finale en éliminant la révélation du tournoi, le jeune Croate de 17 ans, Borna Ćorić (6-4, 3-6, 6-3). Il s'agit de sa 43e victoire sur les 45 derniers matchs depuis le mois de juin avec son élimination au premier tour de Wimbledon. Il s'incline cependant en finale contre le numéro 2 mondial Roger Federer (2-6, 2-6). Grâce à ce beau parcours, il gagne six places au classement ATP et atteint le 27 octobre le 22e rang mondial, soit le meilleur classement de sa carrière.
La semaine suivante, il participe au Masters de Paris-Bercy en intégrant le tableau final grâce à une exemption spéciale. Il bat au premier tour Lukáš Rosol puis s'incline face au 6e joueur mondial David Ferrer (6-3, 2-6, 6-3). Il met alors un terme à sa saison.
Cette impressionnante seconde moitié de saison depuis le tournoi de Wimbledon, durant laquelle il a réalisé deux séries de 25 et 16 victoires consécutives et a remporté 4 tournois Challenger et ses deux premiers titres ATP et qui lui a permis de terminer la saison à la 22e place mondiale, lui permet de remporter l'ATP Award du come-back de l'année décerné par les joueurs.

### 2015-2016: saisons sans titres, finale de Coupe Davis puis premier 1/4 de finale en Grand Chelem à Roland Garros
David Goffin entame sa saison à l'Open de Chennai. Il y atteint les demi-finales après avoir battu Ričardas Berankis et Andreas Haider-Maurer. Il s'incline contre le Suisse Stanislas Wawrinka (5-7, 3-6). Il participe ensuite au tournoi de Sydney où il est battu dès son premier match face à l'Italien Simone Bolelli (3-6, 3-6).
À l'Open d'Australie, il élimine l'Américain Michael Russell pour son entrée en lice (6-3, 6-3, 5-7, 6-0). Il est éliminé au tour suivant par le Chypriote Márcos Baghdatís (1-6, 4-6, 6-4, 0-6).
Face à la Suisse, il qualifie la Belgique pour les quarts de finale de la Coupe Davis lors du cinquième match, une première depuis 2007. En effet, le capitaine Johan Van Herck décide d'appeler David pour disputer le dernier match contre Adrien Bossel alors que le score était de 2-2. Goffin s'impose en trois sets (6-4, 6-0, 6-4).
Il fait son retour au Masters de Miami où il atteint le 4e tour (huitième de finale), après avoir battu Borna Ćorić et Jerzy Janowicz. Il s'y incline face à Kei Nishikori (1-6, 2-6).
Après les tournois sur surface dure, David se rend à Monte-Carlo où il passe sans difficulté le premier tour contre Norbert Gombos (6-1, 6-4). Cependant, il s'incline au tour suivant contre Jo-Wilfried Tsonga (3-6, 4-6). David participe au tournoi ATP 250 de Munich où il est exempté de premier tour de par son statut de 4e tête de série. Au deuxième tour, il retrouve Simone Bolelli et s'impose difficilement (7-65, 64-7, 6-1). En quart de finale, le Belge est éliminé par Philipp Kohlschreiber (6-2, 3-6, 4-6), futur finaliste. Au Masters de Madrid, le no 1 belge affronte Ernests Gulbis contre qui il s'impose en plus de 2 heures de jeu (3-6, 6-1, 7-5). Il perd au tour suivant contre le Japonais Kei Nishikori (2-6, 6-4, 4-6) dans un match encourageant.
Au Masters de Rome, il commence contre le qualifié italien Andrea Arnaboldi qu'il bat difficilement (5-7, 6-2, 6-1). Au deuxième tour, il fait face au Français Jo-Wilfried Tsonga, 14e mondial, qu'il bat (6-2, 4-6, 7-5) alors qu'il était mené 5-3 dans le dernier set et a dû effacer trois balles de match. Pour son huitième de finale, il profite du forfait avant match d'Andy Murray qui préfère se reposer et atteint ainsi les quarts de finale, sa meilleure performance dans un Masters 1000. Il perd au tour suivant dans un match accroché face à David Ferrer (2-6, 6-4, 3-6). Il améliore son meilleur classement mondial en atteignant le 18e rang, dépassant le meilleur classement d'un Belge détenu jusqu'alors par Xavier Malisse.

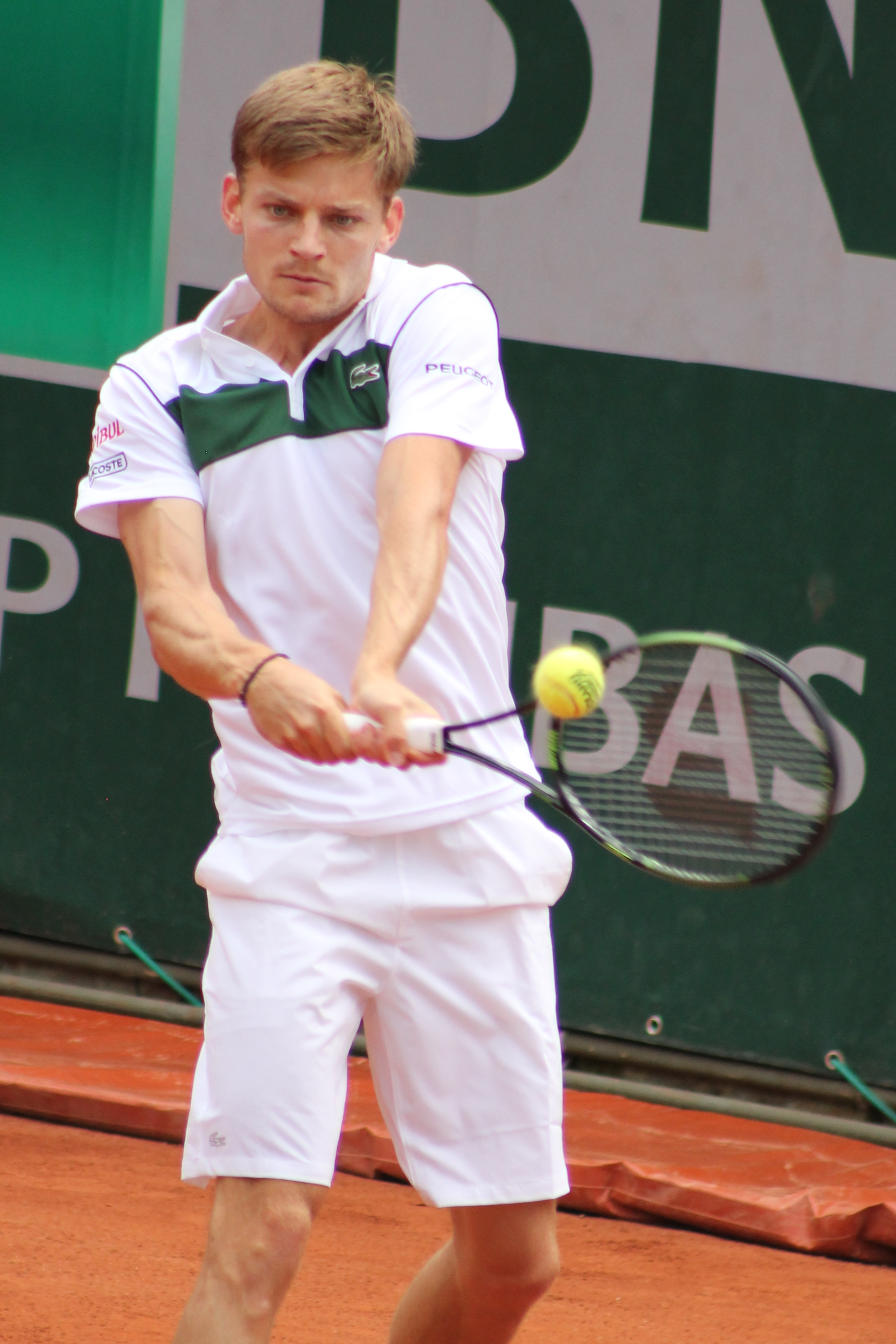
David Goffin à Roland-Garros 2015.

Il prend part à Roland-Garros où il élimine le Serbe Filip Krajinović et le Colombien Santiago Giraldo mais s'incline au 3e tour face au Français Jérémy Chardy auteur d'un très bon match. David progresse tout de même au classement ATP et monte à la 15e place mondiale.
Pour commencer la saison sur gazon, David se hisse en finale du tournoi de Bois-le-Duc en éliminant Jürgen Melzer, Illya Marchenko et Gilles Müller mais il échoue à remporter un troisième titre ATP en s'inclinant face au Français Nicolas Mahut.
Au tournoi de Wimbledon, il bat Horacio Zeballos, Liam Broady et Márcos Baghdatís pour atteindre les huitièmes de finale où il s'incline face à Stanislas Wawrinka, récent vainqueur de Roland-Garros en trois sets (63-7, 67-7, 4-6). Depuis Roland-Garros 2012, David n'avait plus jamais atteint les huitièmes de finale d'un Grand Chelem.
David participe ensuite à la victoire en Coupe Davis face au Canada en battant Filip Peliwo pour atteindre les demi-finales. Il perd ensuite dès son entrée en lice au tournoi de Båstad face à Benoît Paire à cause d'un problème au dos. Il s'en remet et atteint la semaine suivante sa deuxième finale de la saison au tournoi de Gstaad où il retrouve Dominic Thiem en grande forme. L'Autrichien s'impose en 2 sets (7-5, 6-2). David se rend ensuite en Amérique pour disputer le Masters du Canada. Il y atteint les huitièmes de finale où il retrouve Kei Nishikori contre qui il s'incline pour la troisième fois de l'année (4-6, 4-6). La semaine suivante, il atteint à nouveau les huitièmes de finale au Masters de Cincinnati où il affronte le no 1 mondial Novak Djokovic. David pousse le Serbe au 3e set et mène 3-0 dans le set décisif avant de laisser filer le match, le Serbe enchaînant les jeux décisifs dans la dernière manche (4-6, 6-2, 3-6). 
À l'US Open, il écarte facilement Simone Bolelli puis est poussé aux 5 sets par Ričardas Berankis. Au 3e tour face à Roberto Bautista-Agut, il entame bien son match en remportant les 2 premiers sets mais est ensuite pris de maux d'estomac et doit abandonner dans le 4e set (6-2, 7-5, 3-6, 1-3 ab.). Le weekend suivant, il participe à la demi-finale de Coupe Davis face à l'Argentine en apportant l'égalité lors du quatrième match contre Diego Schwartzman, son compatriote Darcis permettant ensuite à leur pays de se qualifier pour la finale.
Les Belges, de retour en finale de Coupe Davis pour la première fois depuis 1904, défient la Grande-Bretagne du 27 au 29 novembre sur terre battue à Gand. David remporte difficilement son premier match contre Kyle Edmund en cinq sets (3-6, 1-6, 6-2, 6-1, 6-0), remontant ainsi une situation compromettante de deux sets à zéro pour son adversaire. Il perd ensuite le double avec Steve Darcis contre Andy Murray et Jamie Murray. Le dimanche, il affronte le leader de l'équipe britannique Andy Murray et doit s'avouer vaincu en trois sets honorables (3-6, 5-7, 3-6), offrant la victoire à l'équipe adverse.
Pour entamer la saison 2016, David Goffin participe à l'Open de Brisbane. Il s'y incline au second tour contre Lucas Pouille. Il participe ensuite au tournoi exhibition de Kooyong qu'il remporte en battant en finale Feliciano López. À l'Open d'Australie, il atteint les huitièmes de finale en battant Serhiy Stakhovsky, Damir Džumhur et Dominic Thiem 20e mondial, 6-1, 3-6, 7-62, 7-5. Il y retrouve Roger Federer qui le surclasse en 3 sets (2-6, 1-6, 4-6) en moins d'une heure et demie. Après la tournée australienne, il annonce l'arrivée dans son staff de l'ancien joueur suédois Thomas Johansson, vainqueur de l'Open d'Australie 2002.
Pour la Coupe Davis face à la Croatie, il gagne ses deux matchs de simple contre Borna Ćorić et le 12e mondial Marin Čilić mais l'équipe belge s'incline 2-3.
Ensuite il participe au Masters d'Indian Wells. Exempté de premier tour, il affronte pour son entrée dans le tournoi le jeune espoir Frances Tiafoe qu'il bat difficilement en 2 h 14 (3-6, 6-3, 7-62) en ayant écarté deux balles de match, puis au troisième tour l'Argentin Guido Pella contre qui il s'impose également en trois sets et 2 h 10 de jeu. En huitièmes de finale, il fait face au Suisse Stanislas Wawrinka 4e mondial, qu'il bat en trois manches (6-3, 5-7, 7-65) en 2 h 26, signant sa première victoire contre le Suisse et sa deuxième victoire contre un joueur du top 10 mondial. En quarts de finale, il affronte à nouveau Marin Čilić qu'il bat en 2 sets (7-64, 6-2) en 1 h 38, pour atteindre pour la première fois les demi-finales d'un Masters 1000. En demi-finale, il perd contre Milos Raonic en 3 sets (3-6, 6-3, 3-6) après deux heures de match. Il poursuit sur sa bonne lancée au Masters de Miami, en se qualifiant assez facilement pour les quarts de finale en battant en deux manches le qualifié Marcel Granollers, le 21e mondial Viktor Troicki et Horacio Zeballos. Il y rencontre le 19e mondial Gilles Simon qu'il bat en 3 sets (3-6, 6-2, 6-1) en près de deux heures, pour se qualifier pour une seconde demi-finale où il retrouve le no 1 mondial Novak Djokovic. Malgré une bonne résistance, il s'incline contre le Serbe pour la 4e fois (65-7, 4-6) en un peu plus de deux heures. Grâce à ces deux beaux parcours, il monte au classement mondial pour atteindre pour la première fois la 13e place.

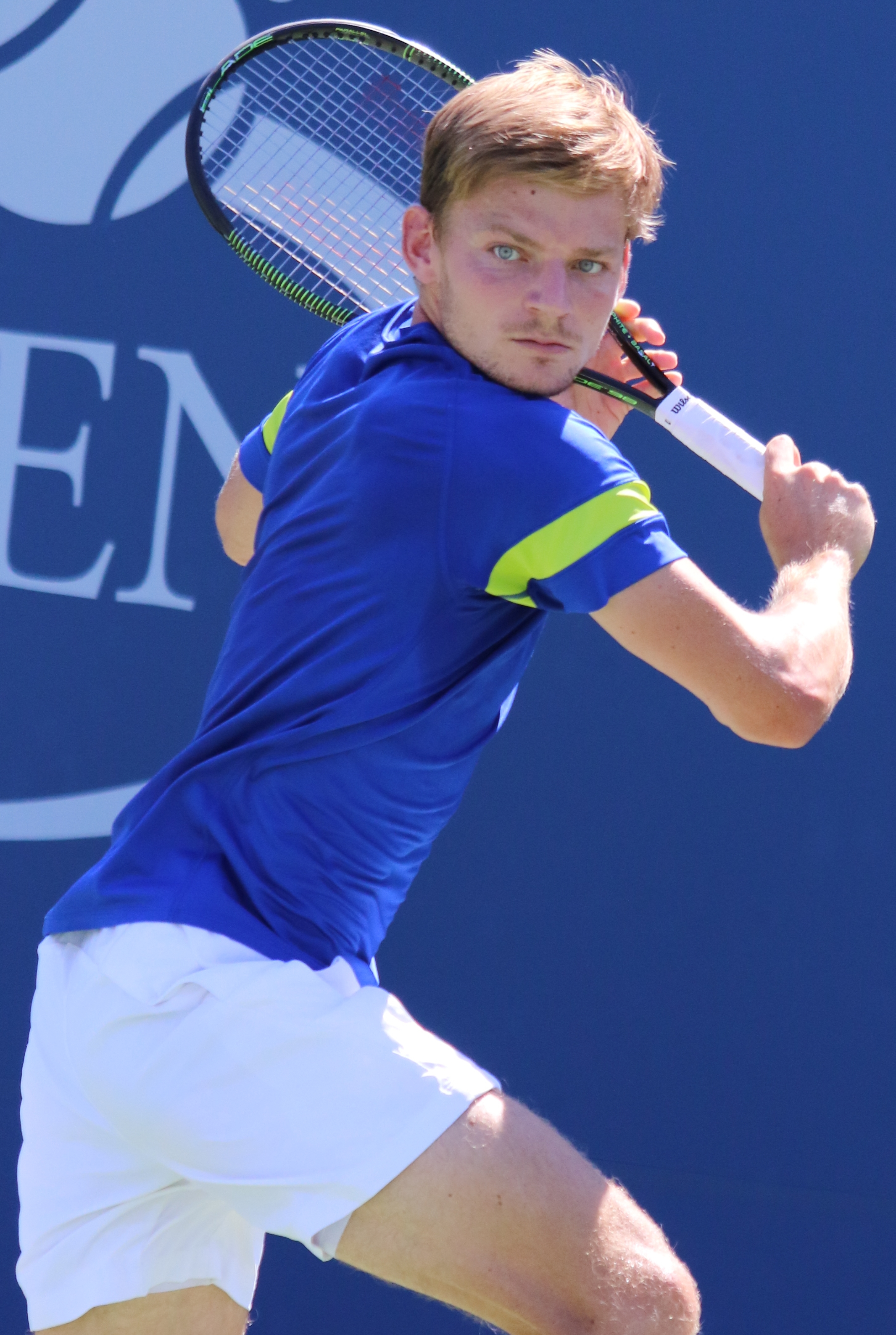
David Goffin à l'US Open 2016.

Pour commencer sa saison sur terre battue, il enchaîne avec un huitième de finale à Monte-Carlo. Après avoir battu Feliciano López et plus difficilement Fernando Verdasco, il s'incline contre un troisième Espagnol, Marcel Granollers pourtant 67e mondial (61-7, 4-6) et qu'il avait battu lors de son premier match à Miami. Au Masters de Rome, il passe difficilement son premier tour contre Leonardo Mayer en s'imposant au forceps (2-6, 7-68, 6-3), avant de gagner facilement au tour suivant contre Jack Sock en deux manches. En huitième, il affronte le no 8 mondial Tomáš Berdych et réussit l'exploit de lui infliger une «bicyclette» en seulement 48 minutes, ce qui n'était jamais arrivé au Tchèque. Il perd en quart contre le futur lauréat du tournoi Andy Murray (1-6, 5-7). À Roland-Garros, il atteint les huitièmes de finale pour la première fois depuis son beau parcours de 2012 en s'imposant au troisième tour face à Nicolás Almagro en 5 sets (6-2, 4-6, 6-3, 4-6, 6-2). Il bat ensuite Ernests Gulbis en quatre sets (4-6, 6-2, 6-2, 6-3) pour atteindre son premier quart de finale en Grand Chelem. Il y est battu en 4 sets (6-4, 67-7, 4-6, 1-6), en un peu moins de deux heures, par l'Autrichien Dominic Thiem 15e mondial, perdant son occasion d'atteindre le dernier carré.
Il commence la saison sur gazon à Halle où il est battu en quarts de finale par Roger Federer. À Wimbledon, il passe ses trois premiers tours sans problème. Il affronte ensuite Milos Raonic 7e mondial, en huitième et mène par deux manches à zéro avant de se faire rejoindre et perdre le match (6-4, 6-3, 4-6, 4-6, 4-6).
Pour le début de la tournée américaine, au Masters de Toronto, il bénéficie de l'abandon de Sam Querrey avant de perdre en 2 h 15 lors des huitièmes (65-7, 6-2, 4-6) contre Gaël Monfils lors d'un match de qualité. Il participe ensuite aux Jeux olympiques et atteint les huitièmes de finale où il est battu par le local Thomaz Bellucci en trois manches. À l'US Open, il perd de façon surprenante dès le premier tour contre Jared Donaldson (6-4, 5-7, 4-6, 0-6) en ne remportant aucun jeu dans l'ultime manche, montrant la baisse d'énergie et d'envie dans son jeu depuis la fin de la saison sur terre battue.
À l'Open de Moselle, il se qualifie pour les demi-finales en battant Jan-Lennard Struff puis Nicolas Mahut en trois manches, avant de perdre contre Lucas Pouille (66-7, 1-6), le futur vainqueur du tournoi. Puis pour le début de la tournée asiatique, il perd d'entrée à Shenzhen en trois sets contre le Tunisien Malek Jaziri. Il enchaîne avec l'Open du Japon où il se qualifie pour la finale en battant une nouvelle fois Marin Čilić (7-5, 6-4) avec autorité. Il y affronte Nick Kyrgios qui s'impose en trois sets (6-4, 3-6, 5-7) en deux heures avec un total de 1/12 en balles de breaks converties. Pour le Masters 1000 de Shanghai, il bat difficilement Juan Martín del Potro au premier tour (4-6, 6-3, 7-5) alors mené dans la dernière manche, puis Benoît Paire en deux sets et surtout en huitième, il bat Gaël Monfils 8e mondial, alors mené 4-6, 1-4, il inverse la tendance et le cours du match pour s'imposer (4-6, 6-4, 6-2) en plus de deux heures. En quart, il se fait dominer en une heure et demie (2-6, 2-6) par Andy Murray.
Fin octobre, débute la tournée en salle européenne en commençant par le tournoi d'Anvers. Il perd au stade des demi-finales contre Diego Schwartzman (5-7, 6-2, 5-7), après avoir servi pour le match à 5-4 et eu deux balles de match. Pour terminer sa saison, il atteint le 2e tour à Bâle où Juan Martín del Potro prend sa revanche face à lui puis les huitièmes de finale au Masters de Paris où il est battu par Marin Čilić (3-6, 69-7). Enfin en tant que premier remplaçant et grâce au forfait de Gaël Monfils avant son dernier match de poule, Goffin dispute son premier match du Masters de Londres contre le no 2 mondial Novak Djokovic, qu'il perd sèchement (1-6, 2-6) en une heure de jeu écrasé par la supériorité du Serbe. Il termine sa saison sans avoir remporté de titre mais avec le meilleur classement de sa carrière aux portes du top 10 mondial.

### 2017: consécration: 2 titres dont un1eren ATP 500 à Tokyo, quart de finale à l'Open d'Australie, finaliste au Masters,2efinale de Coupe Davis et numéro 7 mondial
Avant le début de la saison ATP, David Goffin participe au tournoi exhibition d'Abu Dhabi. Il y bat Jo-Wilfried Tsonga puis le numéro 1 mondial Andy Murray (7-64, 6-4) pour passer en finale où il est battu par Rafael Nadal (4-6, 65-7) au terme d'une bonne partie. Il participe ensuite au tournoi de Doha où il s'incline au second tour contre Fernando Verdasco. Il termine sa préparation pour l'Open d'Australie au tournoi exhibition de Kooyong qu'il remporte pour la seconde année consécutive en battant Ivo Karlović en finale.
À l'Open d'Australie, il atteint les huitièmes de finale comme l'année précédente, en battant difficilement la qualifié Reilly Opelka en cinq manches au premier tour, avant de dérouler les deux matchs suivants en battant avec autorité le qualifié Radek Štěpánek et le grand serveur Ivo Karlović. Il bat ensuite le 8e mondial Dominic Thiem, (5-7, 7-64, 6-2, 6-2) en 2 h 43. Après deux premiers sets difficiles, il prend la mesure de l'Autrichien pour se qualifier pour la première fois pour les quarts de finale du tournoi. Il s'incline finalement contre le 15e mondial, Grigor Dimitrov (3-6, 2-6, 4-6) en 2 h 12, faisant trop de fautes directes (46) pour inquiéter le Bulgare. Disant de son adversaire « qu'il était partout » sur le court.
Il enchaîne à l'Open de Sofia où il atteint la finale après des matchs compliqués contre Radu Albot puis Roberto Bautista-Agut en demi-finale (5-7, 6-4, 7-63). Il y retrouve le Bulgare Grigor Dimitrov qui le bat à nouveau (5-7, 4-6). Il participe ensuite au tournoi de Rotterdam où il rencontre pour la troisième fois de l'année le Bulgare Grigor Dimitrov en quarts de finale qu'il bat pour la première fois de sa carrière en 3 sets (6-4, 1-6, 6-3). Il se hisse ensuite en finale où il affronte Jo-Wilfried Tsonga, après avoir battu facilement le qualifié Pierre-Hugues Herbert. Il perd contre le Français (6-4, 4-6, 1-6) après avoir mené les échanges jusqu'à 6-4, 4-4 avant de lâcher progressivement en presque deux heures de jeu. Il s’agit de sa sixième finale perdue consécutivement, mais grâce à son parcours, il entre pour la première fois dans le top 10 mondial au classement ATP (une première pour un Belge).
David Goffin entame la tournée américaine avec deux demi-finales à défendre. Il perd en huitième de finale au Masters d'Indian Wells contre Pablo Cuevas (3-6, 6-3, 3-6) et au même stade au Masters de Miami face à Nick Kyrgios (65-7, 3-6) sans réussir à breaker l'Australien.
Il commence la saison sur terre battue au Masters de Monte-Carlo. Il y bat tout d'abord son ami Steve Darcis (6-2, 6-1) puis s'impose contre Nicolás Almagro et contre le 9e mondial Dominic Thiem (7-64, 4-6, 6-3) pour se qualifier pour les quarts de finale. Il y bat pour la première fois le no 2 mondial Novak Djokovic (6-2, 3-6, 7-5) en plus de 2 h 30, qualifiant ce match comme la meilleure victoire de sa carrière. Il s'incline finalement en demi-finale contre Rafael Nadal en une heure et demie (3-6, 1-6), après une grosse erreur d'arbitrage au moment où le Belge menait 3-2 avec un break en poche face à l'Espagnol. Il poursuit au Masters de Madrid, où il bat difficilement Karen Khachanov (6-2, 7-68), puis Florian Mayer (7-63, 6-0) et le 6e mondial, Milos Raonic (6-4, 6-2). En quart de finale, il s'incline à nouveau contre Rafael Nadal (63-7, 2-6) malgré un bon match de sa part. Il arrive ensuite à Roland-Garros avec des ambitions vu ses bons résultats sur terre et un quart de finale à défendre. Il débute en battant les qualifiés Paul-Henri Mathieu (6-2, 6-2, 6-2) et Serhiy Stakhovsky (6-2, 6-4, 3-6, 6-3). Il affronte ensuite Horacio Zeballos mais se tord la cheville lors du premier set sur une bâche du court et doit abandonner.
Il s'occasionne une déchirure musculaire qui le contraint à déclarer forfait pour les tournois de la saison sur gazon. Il fait son retour mi-juillet à Umag où il perd en quarts de finale contre Ivan Dodig. Il met du temps à retrouver son niveau de jeu et est battu dès le second tour à Montréal et au premier tour à Cincinnati. Il réagit à l'US Open en se qualifiant pour ses premiers huitièmes de finale à Flushing Meadows, en passant Julien Benneteau, puis difficilement Guido Pella (3-6, 7-65, 62-7, 7-64, 6-3) après un énorme combat de 4 h 20, avant de profiter de l'abandon du Français Gaël Monfils. Il s'incline sévèrement face au jeune Russe Andrey Rublev (5-7, 65-7, 3-6) en 2 h 05. Le week-end suivant pour les demi-finales de Coupe Davis face aux Australiens, il gagne ses deux matchs de simple contre John Millman (64-7, 6-4, 6-3, 7-5) et le 20e mondial, Nick Kyrgios (64-7, 6-4, 6-4, 6-4), retrouvant un très bon niveau de jeu, pour remettre les équipes à égalité. Lors du 5e match, son compatriote Steve Darcis qualifie la Belgique pour la finale contre la France.
Après la coupe Davis, David participe au tournoi de Shenzhen. Il se qualifie en demi-finale où il bat le Suisse Henri Laaksonen dans un match compliqué (7-67, 5-7, 6-3) puis Alexandr Dolgopolov en finale (6-4, 65-7, 6-3) après 2 h 04 de jeu pour remporter son troisième titre ATP, le premier depuis 2014. La semaine suivante, il participe au tournoi de Tokyo où il est finaliste sortant. Tête de série no 2, il se qualifie à nouveau pour la finale en battant Feliciano López (7-5, 6-1), le qualifié Matthew Ebden difficilement en 2 h 20 de jeu (2-6, 7-5, 7-61), le Français Richard Gasquet (7-5, 6-2) alors qu'il était mené 2-5 dans la première manche, et en demi-finale, l'Argentin Diego Schwartzman en deux tie-breaks après un peu plus de deux heures de match,. En finale, il bat Adrian Mannarino (6-3, 7-5) en 1 h 24, remportant son premier ATP 500, le titre le plus prestigieux de sa carrière tout en confirmant sa bonne forme du moment. Ce 4e titre lui permet de retrouver le top 10 mondial et de se rapprocher de la qualification pour le Masters en montant à la 8e place du classement Race. Fatigué par l'enchaînement des victoires, il se fait sortir d'entrée de tournoi au second tour du Masters de Shanghai par le Français Gilles Simon (64-7, 3-6).
Pour la tournée en salle, il participe au tournoi d'Anvers et passe Frances Tiafoe (7-61, 6-2), avant de s'incliner en quart de finale contre le jeune Grec Stéfanos Tsitsipás (6-2, 61-7, 64-7) après avoir facilement remporté la première manche. Cette défaite est pour lui une « désillusion ».
Fin octobre, il participe au Masters 1000 de Paris-Bercy où il perd en 1/8 contre Julien Benneteau. À la suite de la défaite de Juan Martín del Potro en quart de finale, il s'assure d'entrer dans le top 8 pour la première fois de sa carrière, à l'issue du tournoi et se qualifie pour la première fois pour le Masters de Londres, une première pour un Belge. Alors strappé au genou, il débute face au no 1 mondial Rafael Nadal et crée l'exploit en battant l'Espagnol, toutefois diminué par une blessure au genou, sur sa 5e balle de match (7-65, 64-7, 6-4) au bout de 2 h 37 de match intense. Cette victoire restera « un moment très spécial » pour lui. Il est ensuite sèchement battu par Grigor Dimitrov (0-6, 2-6) en 1 h 13, encore insuffisamment remis de son match contre l'Espagnol mais révélant qu'il n'y a pas « de problème physique ». Il remporte son 3e match de poule face à Dominic Thiem (6-4, 6-1) en 1 h 11 et se qualifie pour les demi-finales où il affronte Roger Federer, grand favori du tournoi. Lors de cette demi-finale, il s'impose (2-6, 6-3, 6-4) en 1 h 45 pour la première fois contre le Suisse et se qualifie pour la finale en finissant en boulet de canon. Il atteint pour la première fois la finale d'un tournoi majeur et est opposé à un autre novice dans cette catégorie de tournoi, le Bulgare Grigor Dimitrov alors 6e mondial,. Il s'incline en 3 sets (5-7, 6-4, 3-6) au bout de deux heures et demie de match assez décousu, avec des hauts et des bas à cause de l'événement,. Ce parcours lui permet de monter à la 7e place mondiale.
Il termine sa saison par la finale de la Coupe Davis contre la France. Il remporte ses deux matchs en simple contre Lucas Pouille (7-5, 6-3, 6-1) et Jo-Wilfried Tsonga (7-65, 6-3, 6-2) sans se faire breaker. Mais son équipe s'incline 2-3 pour la seconde fois en 3 ans. Ces résultats de fin de saison montrent sa montée en puissance qu'il doit confirmer en 2018.

### 2018: demi-finale en Masters 1000 à Cincinnati, fin de saison prématurée
David Goffin commence sa saison en Hopman Cup en compagnie d'Elise Mertens. Il se montre solide en simple en battant Alexander Zverev (6-3, 6-3), Thanasi Kokkinakis (6-4, 6-2) et Vasek Pospisil (6-2, 6-4), mais la Belgique ne se qualifie pas en finale. À l'Open d'Australie, alors qu'il fait partie des favoris à la suite de sa bonne fin de saison précédente, il s'incline au second tour (6-1, 65-7, 1-6, 64-7) face au vétéran français Julien Benneteau, sous une chaleur accablante.
Il dispute l'Open Sud de France où, après des victoires sur Gilles Simon et Karen Khachanov facilement, il s'incline en demi-finale contre le Français Richard Gasquet (4-6, 6-0, 3-6). Il enchaîne au tournoi de Rotterdam en tant que finaliste sortant où il se qualifie en demi-finale après des victoires en deux sets sur Nicolas Mahut, Feliciano López et profitant du forfait de Tomáš Berdych. Lors de son match contre Grigor Dimitrov, à (3-6, 1-0) la balle rebondit sur le cadran de sa raquette et lui revient dans l'œil. Il est obligé d'abandonner pour ne pas aggraver son état et laisse le Bulgare aller en finale.
Son retour est compliqué. Il doit déclarer forfait pour le Masters d'Indian Wells et se fait sortir au 1er tour sèchement (0-6, 1-6) par João Sousa au Masters de Miami.
Il commence la saison sur terre battue européenne au Masters de Monte-Carlo et se qualifie pour les quarts de finale après des victoires contre Stéfanos Tsitsipás (7-64, 7-5) et Roberto Bautista-Agut (6-4, 7-5). Il s'incline ensuite contre le no 5 mondial, Grigor Dimitrov (4-6, 65-7). Au tournoi de Barcelone, il atteint difficilement les demi-finales après des victoires contre Marcel Granollers (4-6, 7-62, 6-2), Karen Khachanov (2-6, 7-62, 6-0) et Roberto Bautista-Agut (63-7, 6-2, 6-2). Il s'y incline lourdement contre le no 1 mondial, Rafael Nadal (4-6, 0-6) en 1 h 22 qui gagnera le tournoi. En mai au Masters de Madrid, il bat Robin Haase puis s'incline en huitièmes de finale (3-6, 3-6) contre Kyle Edmund, tombeur de Novak Djokovic au tour précédent. Au Masters de Rome, il élimine Leonardo Mayer et Marco Cecchinato (5-7, 6-2, 6-2) avant de profiter de l'abandon de Juan Martín del Potro. En quarts de finale, il s'incline contre le no 3 mondial, Alexander Zverev, au terme d'un match disputé (4-6, 6-3, 3-6). À Roland-Garros, il s'impose au premier tour contre Robin Haase en cinq manches, après avoir été mené deux manches à rien, une première en Grand Chelem. Au deuxième tour, il bat l'invité local Corentin Moutet en trois sets assez facilement malgré un premier set difficile (7-5, 6-0, 6-1) en étant mené 3-5. Lors du troisième tour, il affronte Gaël Monfils en deux jours à cause de la pluie. Il s'impose finalement en cinq manches (66-7, 6-3, 4-6, 7-5, 6-3) après avoir sauvé quatre balles de match, ce qui prouve à nouveau sa force mentale. En huitièmes de finale, il est battu par l'Italien Marco Cecchinato (5-7, 6-4, 0-6, 3-6), usé mentalement par son match de la veille.
La saison sur gazon est une catastrophe pour le Belge avec deux défaites d'entrée au Queen's contre Feliciano López et à Wimbledon contre Matthew Ebden. Il rebondit avec un quart de finale à l'Open de Washington sur le ciment américain où il est éliminé (3-6, 4-6) par le jeune Grec Stéfanos Tsitsipás. Il prend sa revanche au Masters de Cincinnati en le battant (7-5, 6-3), puis passe en trois sets le Français Benoît Paire. Il bat ensuite le no 6 mondial Kevin Anderson pour leur première rencontre et le no 3 mondial Juan Martín del Potro pour se qualifier pour une quatrième demi-finale en Masters 1000. Il y affronte Roger Federer contre qui il doit abandonner dans le second set, blessé à l'épaule. À l'US Open, il se qualifie pour les huitièmes de finale où il est éliminé par Marin Čilić.
Il participe ensuite à la Laver Cup qu'il remporte avec l'équipe Europe, après avoir remporté un match contre Diego Schwartzman. Il doit ensuite défendre ses titres à Shenzhen et Tokyo mais est éliminé dès son entrée en lice par Andy Murray au tournoi chinois puis doit mettre un terme à sa saison à cause d'une douleur au coude droit. Il termine donc sa saison sans avoir joué de finale, ayant été ennuyé par plusieurs blessures.

### 2019: premier titre en double, 1/4 de finale à Wimbledon, finale à Halle et première finale en Masters 1000 à Cincinnati
David Goffin entame la saison 2019 au tournoi de Doha. En simple, il est éliminé dès le premier tour par le Lituanien Ričardas Berankis, 117e joueur mondial (3-6, 6-4, 7-64). En double, associé au joueur français Pierre-Hugues Herbert, David Goffin atteint la première finale de sa carrière, en éliminant notamment les frères Marko et Novak Djokovic en demi-finale. En finale, ils battent le duo néerlandais composé de Robin Haase et Matwé Middelkoop. Le Belge décroche ainsi son premier titre ATP en double.
À l'Open d'Australie, il bat Cristian Garín et Marius Copil puis est éliminé par Daniil Medvedev. À l'issue du tournoi, il se sépare de son coach Thierry Van Cleemput qui l'entraînait depuis 2014. Il annonce le 27 février le début de son partenariat avec le Suédois Thomas Johansson avec qui il avait déjà collaboré en 2016.
À Roland-Garros, il se qualifie pour le troisième tour où il rencontre la tête de série numéro 2, l'Espagnol Rafael Nadal contre qui il parvient à prendre un set mais est battu (1-6, 3-6, 6-4, 3-6). 
Lors du tournoi ATP 500 de Halle, il parvient à se hisser en finale après avoir battu, notamment, le numéro 5 mondial, l'Allemand Alexander Zverev. En finale, il est battu en deux sets par Roger Federer. À Wimbledon, il se qualifie pour les quarts de finale en battant notamment le 13e mondial Daniil Medvedev au troisième tour. Il s'y incline contre le numéro 1 mondial Novak Djokovic.
Il reprend la compétition lors de la tournée américaine sur dur. Après deux défaites d'entrée à Washington contre Yoshihito Nishioka et à Montréal contre Guido Pella, il atteint sa première finale en Masters 1000 au Masters de Cincinnati après avoir battu Richard Gasquet en demi-finale. Il s'y incline face au Russe Daniil Medvedev (63-7, 4-6).

### 2020: victoire contre Nadal à l'ATP Cup et 1/8 à l'US Open
David Goffin commence sa saison par l'ATP Cup où il s'impose notamment face à Grigor Dimitrov (4-6, 6-2, 6-2) et Rafael Nadal (6-4, 7-63). À l'Open d'Australie, il bat au premier tour Jérémy Chardy (6-4, 6-3, 6-1), puis au deuxième tour Pierre-Hugues Herbert (6-1, 6-4, 1-6, 4-6, 6-3) avant d'être éliminé par Andrey Rublev au troisième tour (2-6, 7-63, 6-4, 7-64). En février, il atteint la demi-finales du tournoi de Montpellier, où il perd face au Canadien Vasek Pospisil en trois sets (6-3, 1-6, 7-5). 
En mars, la saison est interrompue à cause de la pandémie de Covid-19. En août, David Goffin reprend la compétition à l'US Open. Il bat successivement Reilly Opelka (7-62, 3-6, 6-1, 6-4), Lloyd Harris (7-66, 4-6, 6-1, 6-4) et Filip Krajinović (6-1, 7-65, 6-4) pour atteindre les huitièmes de finale, où il est battu par Denis Shapovalov (60-7, 6-3, 6-4, 6-3). Sur terre battue, il est éliminé d'entrée à Rome et à Roland-Garros. Il est testé positif au coronavirus en octobre, ce qui entrave sa préparation pour la fin de saison. Il perd à nouveau ses premiers matchs à Anvers et Paris-Bercy.

### 2021: titre à Montpellier
David Goffin démarre sa saison au tournoi d'Antalya où il atteint les demi-finales. Après avoir effectué sa quarantaine pour participer aux tournois australiens, il est éliminé dès son entrée en lice à Melbourne par le 146e mondial Carlos Alcaraz et à l'Open d'Australie par le 113e mondial Alexei Popyrin en 5 sets.
De retour en Europe, il se reprend et remporte son cinquième titre ATP à Montpellier en battant en finale Roberto Bautista-Agut.
Après un arrêt de plusieurs mois en raison d'une blessure au genou gauche, il fait son retour en décembre lors de l'Open de Caen, où il est battu en demi-finales par Jules Marie, 821e mondial.

### 2022: titre à Marrakech
En avril, David Goffin remporte un sixième titre au tournoi de Marrakech en battant en finale Alex Molčan (3-6, 6-3, 6-3).
Au Masters de Madrid, il atteint les huitièmes de finale où il rencontre Rafael Nadal. Dans un match serré, il se procure quatre balles de match, mais s'incline contre l'Espagnol.
À Wimbledon, il bat en huitièmes de finale Frances Tiafoe en cinq sets et accède aux quarts de finale du tournoi pour la seconde fois. Il s'incline face à Cameron Norrie dans un nouveau match en cinq sets.

### 2023:8etitre Challenger à Ottignies-Louvain-la-Neuve et troisième tour à Wimbledon

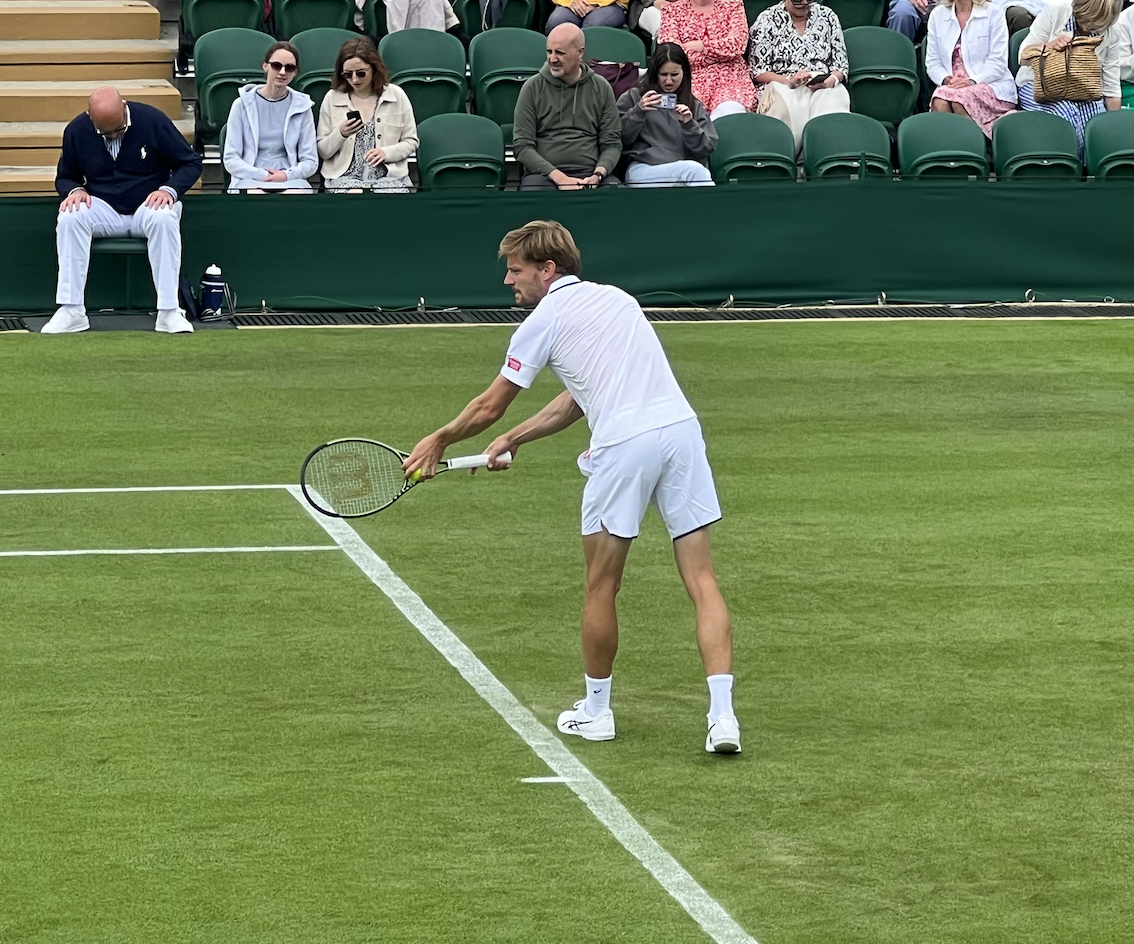
Goffin au service à Wimbledon en 2023.

En janvier 2023, il atteint les quarts de finale du tournoi d'Auckland, en éliminant le 36e mondial Alexander Bublik (6-3, 6-4) et l'Américain Christopher Eubanks (6-2, 6-4). Il est battu par le Français et futur vainqueur du tournoi Richard Gasquet (1-6, 6-1, 6-1). Il est ensuite contraint de déclarer forfait pour l'Open d'Australie en raison d'une intoxication alimentaire. Il décide alors de participer au tournoi Challenger d'Ottignies-Louvain-la-Neuve en Belgique qu'il remporte en battant en finale Mikael Ymer (6-4, 6-1). En février, il participe à la phase qualificative de la Coupe Davis face à la Corée du Sud. Il remporte son premier match face à Hong Seong-chan (6-4, 6-2) mais perd le second face à Kwon Soon-woo (3-6, 6-1, 6-3). La Belgique est éliminée 3-2 lors de cette opposition. Le même mois, il prend part au tournoi de Marseille où il bat le Slovaque Lukáš Klein en deux sets (6-2, 6-4) avant de déclarer forfait pour le tour suivant à cause d'une douleur au genou gauche.
En avril, à l'Open de Barcelone, il passe un tour en battant Feliciano López (7-63, 64-7, 6-0) puis perd face à Yoshihito Nishioka (6-1, 7-5). En mai, il participe au Masters de Rome, où il élimine au premier tour Luca Nardi (3-6, 6-4, 6-2) avant d'être battu au second tour par Alexander Zverev (5-7, 6-3, 6-4) en trois sets. Il bat ensuite, lors de l'Open de Lyon, le qualifié Álvaro López San Martín (6-1, 6-3) au premier tour puis s'incline contre Cameron Norrie (6-3, 6-4) au tour suivant. La semaine suivante, il est éliminé au premier tour de Roland-Garros par le 14e mondial Hubert Hurkacz en cinq sets (6-3, 5-7, 6-4, 2-6, 6-4).
En juillet, il reçoit une wild card pour le tournoi de Wimbledon. Il bat au premier tour le Hongrois Fábián Marozsán (6-2, 5-7, 6-2, 6-0), puis au deuxième tour le qualifié Tomás Barrios Vera (7-64, 5-7, 6-2, 6-0), avant de perdre face au 7e mondial Andrey Rublev (6-3, 66-7, 7-65, 6-2). En octobre, il prend part au tournoi d'Anvers et atteint les huitièmes de finale lors desquels il est éliminé en deux sets par Giovanni Mpetshi Perricard (6-4, 7-5). En novembre, il se hisse en finale du Challenger de Bergame où il est battu par Jack Draper (1-6, 7-63, 6-3).

### 2024: Quart de finale à Shanghai, deuxième tour à Roland-Garros et9etitre Challenger à Ilkley
En janvier 2024, il se qualifie pour le tableau final de l'Open d'Australie où il perd au premier tour contre le 20e mondial Ugo Humbert en quatre sets (6-2, 7-5, 5-7, 6-3). En février, il se qualifie pour le tournoi de Marseille où il perd d'entrée contre Jiří Lehečka (3-6, 7-5, 6-2). La semaine suivante, il se qualifie également pour le tournoi de Rotterdam où il passe un tour face à Dino Prižmić (6-4, 612-7, 6-1), puis est battu par Alex de Minaur (6-1, 6-3). En mars, il sort des qualifications du Masters 1000 d'Indian Wells en éliminant successivement Maxime Cressy et Luca Nardi et est battu dès le premier tour par l'ancien no 1 mondial Andy Murray (6-3, 6-2).
Sur terre battue, il se qualifie en avril pour le tournoi de Marrakech et passe le premier tour en battant le 81e mondial Arthur Rinderknech (6-4, 6-4), avant de perdre au second tour contre l'Américain Nicolas Moreno de Alboran (6-3, 6-4). Ce résultat lui permet de remonter dans le top 100 du classement ATP. Après une défaite au premier tour des qualifications du Masters de Monte-Carlo, il met un terme à sa collaboration avec son entraîneur Germain Gigounon. En mai, il se hisse dans le tableau principal du tournoi de Genève où il perd dès le premier tour face à Nicolas Moreno de Alboran (6-2, 6-1). La semaine suivante, il intègre directement le tableau final de Roland-Garros. Il élimine au premier tour le Français Giovanni Mpetshi Perricard en cinq sets (4-6, 6-4, 6-3, 64-7, 6-3). Il est battu au tour suivant par le 4e mondial Alexander Zverev (7-64, 6-2, 6-2).
En juin, il remporte son premier tournoi sur gazon au Challenger d'Ikley en éliminant en finale le Français Harold Mayot (6-4, 6-2). La semaine suivante, il participe au tournoi de Wimbledon, où il est battu en qualifications puis repêché en tant que lucky loser pour remplacer Andy Murray face à Tomáš Macháč. Il est battu en cinq sets par le Tchèque (3-6, 3-6, 6-4, 6-1, 7-65) après avoir mené deux sets à rien.
Il participe en août au tournoi ATP 250 de Winston-Salem. Il se hisse jusqu'en demi-finales où il est battu par la tête de série numéro dix et futur vainqueur du tournoi, l'Italien Lorenzo Sonego. À l'US Open, il remporte ses deux premiers tours contre le 21e mondial Alejandro Tabilo et Adrian Mannarino puis est éliminé par Tomáš Macháč.
Après une pause pour rester au chevet de sa femme qui donne naissance à leur fille Emma, il participe au Masters 1000 de Shanghai. Il bat au premier tour l'Australien James Duckworth (6-4, 6-2) puis au tour suivant le 18e mondial Lorenzo Musetti (1-6, 7-6, 6-2) de manière renversante. Au troisième tour, il s'impose face à Marcos Giron pour disputer son premier huitièmes de finale en Masters 1000 depuis plus de 2 ans (1-6, 6-3, 7-5). Il y affronte le numéro 3 mondial Alexander Zverev et s'impose en deux sets (6-4, 7-5), battant un membre du top 10 pour la première fois depuis 2 ans. Il s'incline en quarts de finale face au 7e mondial Taylor Fritz (3-6, 4-6), récent finaliste à l'US Open. Au tournoi ATP 500 de Bâle, il perd au deuxième tour des qualifications face à Botic van de Zandschulp. Repêché, il se qualifie pour les quarts de finale en battant Matteo Arnaldi et le 16e mondial Ugo Humbert après avoir sauvé trois balles de match.

## Style de jeu
N'étant pas avantagé par son physique ni sa taille - 68 kg pour 1 m 80 - David Goffin se distingue par sa rapidité sur le court, sa faculté à prendre la balle tôt et son intelligence de jeu. Il retourne bien le service de son adversaire et le met sous pression pour le pousser à la faute. C'est un style de jeu de contreur.
D'un grand calme sur le court, il dévoile rarement ses émotions, ce qui lui permet de garder sa concentration tout au long des matchs.
Il a su par ailleurs grandement améliorer l'efficacité de son service pour augmenter son nombre d'aces et de services gagnants, ce qui lui permet de remporter des points plus rapidement.

## Palmarès

### Titres en simple messieurs
| No | Date       | Nom et lieu du tournoi                         | Catégorie | Dotation    | Surface      | Finaliste             | Score          |          |
| -- | ---------- | ---------------------------------------------- | --------- | ----------- | ------------ | --------------------- | -------------- | -------- |
| 1  | 28-07-2014 | bet-at-home Cup, Kitzbühel                     | ATP 250   | 426 605 €   | Terre (ext.) | Dominic Thiem         | 4-6, 6-1, 6-3  | Parcours |
| 2  | 15-09-2014 | Moselle Open, Metz                             | ATP 250   | 426 605 €   | Dur (int.)   | João Sousa            | 6-4, 6-3       | Parcours |
| 3  | 25-09-2017 | Shenzhen Open, Shenzhen                        | ATP 250   | 666 960 $   | Dur (ext.)   | Alexandr Dolgopolov   | 6-4, 65-7, 6-3 | Parcours |
| 4  | 02-10-2017 | Rakuten Japan Open Tennis Championships, Tokyo | ATP 500   | 1 563 795 $ | Dur (ext.)   | Adrian Mannarino      | 6-3, 7-5       | Parcours |
| 5  | 22-02-2021 | Open Sud de France, Montpellier                | ATP 250   | 419 470 €   | Dur (int.)   | Roberto Bautista-Agut | 5-7, 6-4, 6-2  | Parcours |
| 6  | 04-04-2022 | Grand Prix Hassan II, Marrakech                | ATP 250   | 534 555 €   | Terre (ext.) | Alex Molčan           | 3-6, 6-3, 6-3  | Parcours |

### Finales en simple messieurs
| No | Date       | Nom et lieu du tournoi                         | Catégorie    | Dotation    | Surface      | Vainqueur          | Score         |          |
| -- | ---------- | ---------------------------------------------- | ------------ | ----------- | ------------ | ------------------ | ------------- | -------- |
| 1  | 20-10-2014 | Swiss Indoors Basel, Bâle                      | ATP 500      | 1 458 610 € | Dur (int.)   | Roger Federer      | 6-2, 6-2      | Parcours |
| 2  | 08-06-2015 | Topshelf Open, Bois-le-Duc                     | ATP 250      | 537 050 €   | Gazon (ext.) | Nicolas Mahut      | 7-61, 6-1     | Parcours |
| 3  | 27-07-2015 | Swiss Open, Gstaad                             | ATP 250      | 439 405 €   | Terre (ext.) | Dominic Thiem      | 7-5, 6-2      | Parcours |
| 4  | 03-10-2016 | Rakuten Japan Open Tennis Championships, Tokyo | ATP 500      | 1 368 605 $ | Dur (ext.)   | Nick Kyrgios       | 4-6, 6-3, 7-5 | Parcours |
| 5  | 06-02-2017 | Garanti Koza Sofia Open, Sofia                 | ATP 250      | 482 060 €   | Dur (int.)   | Grigor Dimitrov    | 7-5, 6-4      | Parcours |
| 6  | 13-02-2017 | ABN AMRO World Tennis Tournament, Rotterdam    | ATP 500      | 1 724 930 € | Dur (int.)   | Jo-Wilfried Tsonga | 4-6, 6-4, 6-1 | Parcours |
| 7  | 12-11-2017 | Nitto ATP Finals, Londres                      | Masters      | 8 000 000 $ | Dur (int.)   | Grigor Dimitrov    | 7-5, 4-6, 6-3 | Parcours |
| 8  | 17-06-2019 | Noventi Open, Halle                            | ATP 500      | 2 081 830 € | Gazon (ext.) | Roger Federer      | 7-62, 6-1     | Parcours |
| 9  | 12-08-2019 | Western & Southern Open, Cincinnati            | Masters 1000 | 6 056 280 $ | Dur (ext.)   | Daniil Medvedev    | 7-63, 6-4     | Parcours |

### Titre en double messieurs
| No | Date       | Nom et lieu du tournoi     | Catégorie | Dotation    | Surface    | Partenaire            | Finalistes                   | Score            |          |
| -- | ---------- | -------------------------- | --------- | ----------- | ---------- | --------------------- | ---------------------------- | ---------------- | -------- |
| 1  | 31-12-2018 | Qatar ExxonMobil Open Doha | ATP 250   | 1 313 215 $ | Dur (ext.) | Pierre-Hugues Herbert | Robin Haase Matwé Middelkoop | 5-7, 6-4, [10-4] | Parcours |

## Parcours dans les tournois duGrand Chelem

### En simple
| Année | Open d'Australie | Open d'Australie | Internationaux de France | Internationaux de France | Wimbledon       | Wimbledon      | US Open         | US Open            |
| ----- | ---------------- | ---------------- | ------------------------ | ------------------------ | --------------- | -------------- | --------------- | ------------------ |
| 2012  | —                | —                | 1/8 de finale            | Roger Federer            | 3e tour (1/16)  | Mardy Fish     | 1er tour (1/64) | Tomáš Berdych      |
| 2013  | 1er tour (1/64)  | F. Verdasco      | 1er tour (1/64)          | Novak Djokovic           | 1er tour (1/64) | J.-W. Tsonga   | 1er tour (1/64) | A. Dolgopolov      |
| 2014  | —                | —                | 1er tour (1/64)          | Jürgen Melzer            | 1er tour (1/64) | Andy Murray    | 3e tour (1/16)  | Grigor Dimitrov    |
| 2015  | 2e tour (1/32)   | Márcos Baghdatís | 3e tour (1/16)           | Jérémy Chardy            | 1/8 de finale   | S. Wawrinka    | 3e tour (1/16)  | R. Bautista-Agut   |
| 2016  | 1/8 de finale    | Roger Federer    | 1/4 de finale            | Dominic Thiem            | 1/8 de finale   | Milos Raonic   | 1er tour (1/64) | Jared Donaldson    |
| 2017  | 1/4 de finale    | Grigor Dimitrov  | 3e tour (1/16)           | Horacio Zeballos         | —               | —              | 1/8 de finale   | Andrey Rublev      |
| 2018  | 2e tour (1/32)   | Julien Benneteau | 1/8 de finale            | Marco Cecchinato         | 1er tour (1/64) | Matthew Ebden  | 1/8 de finale   | Marin Čilić        |
| 2019  | 3e tour (1/16)   | Daniil Medvedev  | 3e tour (1/16)           | Rafael Nadal             | 1/4 de finale   | Novak Djokovic | 1/8 de finale   | Roger Federer      |
| 2020  | 3e tour (1/16)   | Andrey Rublev    | 1er tour (1/64)          | Jannik Sinner            | Annulé          | Annulé         | 1/8 de finale   | Denis Shapovalov   |
| 2021  | 1er tour (1/64)  | Alexei Popyrin   | 1er tour (1/64)          | Lorenzo Musetti          | —               | —              | 1er tour (1/64) | Mackenzie McDonald |
| 2022  | 1er tour (1/64)  | Daniel Evans     | 3e tour (1/16)           | Hubert Hurkacz           | 1/4 de finale   | Cameron Norrie | 1er tour (1/64) | Lorenzo Musetti    |
| 2023  | —                | —                | 1er tour (1/64)          | Hubert Hurkacz           | 3e tour (1/16)  | Andrey Rublev  | —               | —                  |
| 2024  | 1er tour (1/64)  | Ugo Humbert      | 2e tour (1/32)           | Alexander Zverev         | 1er tour (1/64) | Tomáš Macháč   | 3e tour (1/16)  | Tomáš Macháč       |
| 2025  | 1er tour (1/64)  | Benjamin Bonzi   | —                        | —                        | 1er tour (1/64) | Rinky Hijikata |                 |                    |

N.B. : à droite du résultat se trouve le nom de l'ultime adversaire.

### En double messieurs
| Année | Open d'Australie                                                                         | Open d'Australie | Internationaux de France | Internationaux de France | Wimbledon | Wimbledon | US Open                                                                         | US Open |
| ----- | ---------------------------------------------------------------------------------------- | ---------------- | ------------------------ | ------------------------ | --------- | --------- | ------------------------------------------------------------------------------- | ------- |
| 2012  | —                                                                                        | —                | —                        | —                        | —         | —         | 1er tour (1/32) S. Darcis \|\| style="text-align:left;" \| Bob Bryan Mike Bryan |         |
| 2013  | 1er tour (1/32) S. Stadler \|\| style="text-align:left;" \| A.-U.-H. Qureshi J.-J. Rojer | —                | —                        | —                        | —         | —         | —                                                                               |         |
| 2015  | —                                                                                        | —                | —                        | —                        | —         | —         | 1er tour (1/32) D. Thiem \|\| style="text-align:left;" \| M. Russell D. Young   |         |

N.B. : le nom du partenaire se trouve sous le résultat ; les noms des ultimes adversaires se trouvent à droite.

## Parcours auMasters
| Année | Lieu    | Résultat                 | Tour                  | Adversaires                                                              | Victoire / Défaite                | Scores                                                        |
| ----- | ------- | ------------------------ | --------------------- | ------------------------------------------------------------------------ | --------------------------------- | ------------------------------------------------------------- |
| 2016  | Londres | Round Robin (Remplaçant) | RR                    | Novak Djokovic                                                           | Défaite                           | 1-6, 2-6                                                      |
| 2017  | Londres | Finale                   | RR Demi-finale Finale | Rafael Nadal Grigor Dimitrov Dominic Thiem Roger Federer Grigor Dimitrov | Victoire Défaite Victoire Défaite | 7-65, 64-7, 6-4 0-6, 2-6 6-4, 6-1 2-6, 6-3, 6-4 5-7, 6-4, 3-6 |

## Parcours dans lesMasters 1000
| Année | Indian Wells            | Miami                      | Monte-Carlo                 | Madrid                  | Rome                    | Canada                     | Cincinnati                 | Shanghai                 | Paris                      |
| ----- | ----------------------- | -------------------------- | --------------------------- | ----------------------- | ----------------------- | -------------------------- | -------------------------- | ------------------------ | -------------------------- |
| 2012  | —                       | 2e tour N. Almagro         | —                           | —                       | —                       | —                          | —                          | —                        | —                          |
| 2013  | 2e tour F. Mayer        | 3e tour N. Almagro         | 1er tour N. Almagro         | 1er tour F. Verdasco    | —                       | 1er tour T. Haas           | 1/8 de finale N. Djokovic  | —                        | —                          |
| 2014  | 1er tour N. Davydenko   | 1er tour H. Zeballos       | 1er tour T. Robredo         | —                       | —                       | —                          | —                          | —                        | 2e tour D. Ferrer          |
| 2015  | —                       | 1/8 de finale K. Nishikori | 2e tour J.-W. Tsonga        | 2e tour K. Nishikori    | 1/4 de finale D. Ferrer | 1/8 de finale K. Nishikori | 1/8 de finale N. Djokovic  | 2e tour J. Isner         | 1/8 de finale A. Murray    |
| 2016  | 1/2 finale M. Raonic    | 1/2 finale N. Djokovic     | 1/8 de finale M. Granollers | 1er tour L. Pouille     | 1/4 de finale A. Murray | 1/8 de finale G. Monfils   | 2e tour B. Tomic           | 1/4 de finale A. Murray  | 1/8 de finale M. Čilić     |
| 2017  | 1/8 de finale P. Cuevas | 1/8 de finale N. Kyrgios   | 1/2 finale R. Nadal         | 1/4 de finale R. Nadal  | 1/8 de finale M. Čilić  | 2e tour Chung H.           | 1er tour N. Kyrgios        | 2e tour G. Simon         | 1/8 de finale J. Benneteau |
| 2018  | —                       | 2e tour J. Sousa           | 1/4 de finale G. Dimitrov   | 1/8 de finale K. Edmund | 1/4 de finale A. Zverev | 1er tour M. Raonic         | 1/2 finale R. Federer      | —                        | —                          |
| 2019  | 2e tour F. Krajinović   | 1/8 de finale F. Tiafoe    | 2e tour D. Lajović          | 1er tour M. Fucsovics   | 2e tour J. M. del Potro | 1er tour G. Pella          | Finale D. Medvedev         | 1/8 de finale R. Federer | 2e tour G. Dimitrov        |
| 2020  | n.o.                    | n.o.                       | n.o.                        | n.o.                    | 2e tour M. Čilić        | n.o.                       | 1/8 de finale J.-L. Struff | n.o.                     | 2e tour N. Gombos          |
| 2021  | —                       | 2e tour J. Duckworth       | 1/4 de finale D. Evans      | —                       | 2e tour F. Delbonis     | —                          | 1er tour G. Pella          | n.o.                     | —                          |
| 2022  | 1er tour J. Thompson    | 2e tour P. Carreño         | 1/8 de finale A. Davidovich | 1/8 de finale R. Nadal  | 2e tour J. Brooksby     | 1er tour A. Ramos          | 1er tour M. Giron          | n.o.                     | —                          |
| 2023  | —                       | —                          | 1er tour D. Schwartzman     | 1er tour R. Carballés   | 2e tour A. Zverev       | —                          | —                          | —                        | —                          |
| 2024  | 1er tour A. Murray      | —                          | —                           | —                       | —                       | —                          | —                          | 1/4 de finale T. Fritz   | —                          |
| 2025  | 2e tour A. de Minaur    | 3e tour B. Nakashima       | —                           | 1er tour A. Müller      | —                       | 1er tour M. McDonald       | 1er tour S. Báez           |                          |                            |

N.B. : sous le résultat se trouve le nom de l’ultime adversaire.

## Parcours enCoupe Davis
| #                                                                     | Date             | Lieu              | Surface      | Gagnant(s)                       | Perdant(s)                   | Score                      |          |
|                                                                       |                  |                   |              |                                  |                              |                            |          |
| 2012 - play-off (groupe mondial) - Belgique - Suède 5:0               |                  |                   |              |                                  |                              |                            |          |
| 1                                                                     | 18-20/09/2012    | Bruxelles         | Terre (ext.) | David Goffin                     | Andreas Vinciguerra          | 6-4, 6-3, 7-5              | Parcours |
| 1                                                                     | 18-20/09/2012    | Bruxelles         | Terre (ext.) | David Goffin                     | Markus Eriksson              | 6-3, 6-4                   | Parcours |
|                                                                       |                  |                   |              |                                  |                              |                            |          |
| 2013 - 1er tour (groupe mondial) - Belgique - Serbie 2:3              |                  |                   |              |                                  |                              |                            |          |
| 2                                                                     | 1-3/02/2013      | Charleroi         | Terre (int.) | Viktor Troicki                   | David Goffin                 | 1-6, 3-6, 7-65, 6-4, 6-4   | Parcours |
| 2                                                                     | 1-3/02/2013      | Charleroi         | Terre (int.) | David Goffin                     | Boris Pašanski               | 6-4, 2-6, 6-2              | Parcours |
|                                                                       |                  |                   |              |                                  |                              |                            |          |
| 2014 - 1er tour (groupe mondial) - Kazakhstan - Belgique 3:2          |                  |                   |              |                                  |                              |                            |          |
| 3                                                                     | 31/01-02/02/2014 | Astana            | Dur (int.)   | Andrey Golubev                   | David Goffin                 | 7-69, 3-6, 4-6, 6-2, 12-10 | Parcours |
| 3                                                                     | 31/01-02/02/2014 | Astana            | Dur (int.)   | David Goffin                     | Mikhail Kukushkin            | 4-6, 6-3, 3-6, 6-4, 6-0    | Parcours |
|                                                                       |                  |                   |              |                                  |                              |                            |          |
| 2014 - play-off (groupe mondial) - Ukraine - Belgique 2:3             |                  |                   |              |                                  |                              |                            |          |
| 4                                                                     | 12-14/09/2014    | Tallinn           | Dur (int.)   | David Goffin                     | Illya Marchenko              | 7-61, 6-3, 6-1             | Parcours |
| 4                                                                     | 12-14/09/2014    | Tallinn           | Dur (int.)   | David Goffin                     | Serhiy Stakhovsky            | 6-3, 6-1, 6-2              | Parcours |
|                                                                       |                  |                   |              |                                  |                              |                            |          |
| 2015 - 1er tour (groupe mondial) - Belgique - Suisse 3:2              |                  |                   |              |                                  |                              |                            |          |
| 5                                                                     | 6-8/03/2015      | Liège             | Dur (int.)   | David Goffin                     | Adrien Bossel                | 6-4, 6-0, 6-4              | Parcours |
|                                                                       |                  |                   |              |                                  |                              |                            |          |
| 2015 - 1/4 de finale (groupe mondial) - Belgique - Canada 5:0         |                  |                   |              |                                  |                              |                            |          |
| 6                                                                     | 17-19/07/2015    | Ostende           | Terre (ext.) | David Goffin                     | Filip Peliwo                 | 6-4, 6-4, 6-2              | Parcours |
|                                                                       |                  |                   |              |                                  |                              |                            |          |
| 2015 - 1/2 finale (groupe mondial) - Belgique - Argentine 3:2         |                  |                   |              |                                  |                              |                            |          |
| 7                                                                     | 18-20/09/2015    | Bruxelles         | Dur (int.)   | David Goffin                     | Federico Delbonis            | 7-5, 7-63, 6-3             | Parcours |
| 7                                                                     | 18-20/09/2015    | Bruxelles         | Dur (int.)   | David Goffin                     | Diego Schwartzman            | 6-3, 6-2, 6-1              | Parcours |
|                                                                       |                  |                   |              |                                  |                              |                            |          |
| 2015 - Finale (groupe mondial) - Belgique - Grande-Bretagne 1:3       |                  |                   |              |                                  |                              |                            |          |
| 8                                                                     | 27-29/11/2015    | Gand              | Terre (int.) | David Goffin                     | Kyle Edmund                  | 3-6, 1-6, 6-2, 6-1, 6-0    | Parcours |
| 8                                                                     | 27-29/11/2015    | Gand              | Terre (int.) | Andy Murray Jamie Murray         | Steve Darcis David Goffin    | 6-4, 4-6, 6-3, 6-2         | Parcours |
| 8                                                                     | 27-29/11/2015    | Gand              | Terre (int.) | Andy Murray                      | David Goffin                 | 6-3, 7-5, 6-3              | Parcours |
|                                                                       |                  |                   |              |                                  |                              |                            |          |
| 2016 - 1er tour (groupe mondial) - Belgique - Croatie 2:3             |                  |                   |              |                                  |                              |                            |          |
| 9                                                                     | 4-6/03/2016      | Liège             | Terre (int.) | David Goffin                     | Borna Ćorić                  | 6-3, 6-2, 2-6, 3-6, 6-3    | Parcours |
| 9                                                                     | 4-6/03/2016      | Liège             | Terre (int.) | Ivan Dodig Franko Škugor         | Ruben Bemelmans David Goffin | 7-65, 6-3, 6-1             | Parcours |
| 9                                                                     | 4-6/03/2016      | Liège             | Terre (int.) | David Goffin                     | Marin Čilić                  | 6-4, 6-4, 3-6, 7-5         | Parcours |
|                                                                       |                  |                   |              |                                  |                              |                            |          |
| 2016 - play-off (groupe mondial) - Belgique - Brésil 4:0              |                  |                   |              |                                  |                              |                            |          |
| 10                                                                    | 16-18/09/2016    | Ostende           | Dur (int.)   | David Goffin                     | Thiago Monteiro              | 6-2, 6-2, 6-0              | Parcours |
|                                                                       |                  |                   |              |                                  |                              |                            |          |
| 2017 - 1/4 de finale (groupe mondial) - Belgique - Italie 3:2         |                  |                   |              |                                  |                              |                            |          |
| 11                                                                    | 7-9/04/2017      | Charleroi         | Dur (int.)   | David Goffin                     | Andreas Seppi                | 6-4, 6-3, 6-3              | Parcours |
| 11                                                                    | 7-9/04/2017      | Charleroi         | Dur (int.)   | David Goffin                     | Paolo Lorenzi                | 6-3, 6-3, 6-2              | Parcours |
|                                                                       |                  |                   |              |                                  |                              |                            |          |
| 2017 - 1/2 finale (groupe mondial) - Belgique - Australie 3:2         |                  |                   |              |                                  |                              |                            |          |
| 12                                                                    | 15-17/09/2017    | Bruxelles         | Terre (int.) | David Goffin                     | John Millman                 | 64-7, 6-4, 6-3, 7-5        | Parcours |
| 12                                                                    | 15-17/09/2017    | Bruxelles         | Terre (int.) | David Goffin                     | Nick Kyrgios                 | 64-7, 6-4, 6-4, 6-4        | Parcours |
|                                                                       |                  |                   |              |                                  |                              |                            |          |
| 2017 - Finale (groupe mondial) - France - Belgique 3:2                |                  |                   |              |                                  |                              |                            |          |
| 13                                                                    | 24-26/11/2017    | Villeneuve-d'Ascq | Dur (int.)   | David Goffin                     | Lucas Pouille                | 7-5, 6-3, 6-1              | Parcours |
| 13                                                                    | 24-26/11/2017    | Villeneuve-d'Ascq | Dur (int.)   | David Goffin                     | Jo-Wilfried Tsonga           | 7-65, 6-3, 6-2             | Parcours |
|                                                                       |                  |                   |              |                                  |                              |                            |          |
| 2018 - 1er tour (groupe mondial) - Belgique - Hongrie 3:2             |                  |                   |              |                                  |                              |                            |          |
| 14                                                                    | 02-04/02/2018    | Liège             | Dur (int.)   | David Goffin                     | Attila Balázs                | 6-4, 6-4, 6-0              | Parcours |
| 14                                                                    | 02-04/02/2018    | Liège             | Dur (int.)   | David Goffin                     | Márton Fucsovics             | 7-5, 6-4, 3-6, 6-2         | Parcours |
|                                                                       |                  |                   |              |                                  |                              |                            |          |
| 2019 - Phase de groupes (groupe mondial) - Belgique - Colombie 2:1    |                  |                   |              |                                  |                              |                            |          |
| 15                                                                    | 18/11/2019       | Madrid            | Dur (int.)   | David Goffin                     | Daniel Elahi Galán           | 3-6, 6-3, 6-3              | Parcours |
|                                                                       |                  |                   |              |                                  |                              |                            |          |
| 2019 - Phase de groupes (groupe mondial) - Belgique - Australie 1:2   |                  |                   |              |                                  |                              |                            |          |
| 16                                                                    | 20/11/2019       | Madrid            | Dur (int.)   | Alex de Minaur                   | David Goffin                 | 6-0, 7-64                  | Parcours |
|                                                                       |                  |                   |              |                                  |                              |                            |          |
| 2022 - Phase qualificative (groupe mondial) - Finlande - Belgique 2:3 |                  |                   |              |                                  |                              |                            |          |
| 17                                                                    | 04-05/03/2022    | Espoo             | Dur (int.)   | David Goffin                     | Otto Virtanen                | 7-5, 3-6, 6-3              | Parcours |
| 17                                                                    | 04-05/03/2022    | Espoo             | Dur (int.)   | Harri Heliövaara Emil Ruusuvuori | Sander Gillé David Goffin    | 6-3, 2-6, 7-65             | Parcours |
| 17                                                                    | 04-05/03/2022    | Espoo             | Dur (int.)   | David Goffin                     | Emil Ruusuvuori              | 6-4, 6-2                   | Parcours |
|                                                                       |                  |                   |              |                                  |                              |                            |          |
| 2022 - Phase de groupes (groupe mondial) - Belgique - Australie 0:3   |                  |                   |              |                                  |                              |                            |          |
| 18                                                                    | 13/09/2022       | Hambourg          | Dur (int.)   | Alex de Minaur                   | David Goffin                 | 6-2, 6-2                   | Parcours |
|                                                                       |                  |                   |              |                                  |                              |                            |          |
| 2022 - Phase de groupes (groupe mondial) - Belgique - Allemagne 1:2   |                  |                   |              |                                  |                              |                            |          |
| 19                                                                    | 16/09/2022       | Hambourg          | Dur (int.)   | David Goffin                     | Oscar Otte                   | 3-6, 7-67, 6-3             | Parcours |
|                                                                       |                  |                   |              |                                  |                              |                            |          |
| 2022 - Phase de groupes (groupe mondial) - Belgique - France 1:2      |                  |                   |              |                                  |                              |                            |          |
| 20                                                                    | 17/09/2022       | Hambourg          | Dur (int.)   | David Goffin                     | Benjamin Bonzi               | 6-3, 5-7, 6-3              | Parcours |
|                                                                       |                  |                   |              |                                  |                              |                            |          |
| 2023 - Phase qualificative (groupe mondial) - Corée du Sud - Belgique |                  |                   |              |                                  |                              |                            |          |
| 21                                                                    | 4-5/02/2023      | Séoul             | Dur (int.)   | David Goffin                     | Hong Seong-chan              | 6-4, 6-2                   | Parcours |
| 21                                                                    | 4-5/02/2023      | Séoul             | Dur (int.)   | Kwon Soon-woo                    | David Goffin                 | 3-6, 6-1, 6-3              | Parcours |

## Confrontations avec ses principaux adversaires
Confrontations lors des différents tournois ATP et en Coupe Davis avec ses principaux adversaires (6 confrontations minimum et avoir été membre du top 10). Classement par pourcentage de victoires. Situation au 8 mars 2025 :
Les joueurs retraités sont en gris.
| Joueur                | Meilleur classement | Confrontations | Victoires | Défaites | Pourcentage de victoires | Dernière confrontation                                           |
| --------------------- | ------------------- | -------------- | --------- | -------- | ------------------------ | ---------------------------------------------------------------- |
| Andy Murray           | 1                   | 8              | 0         | 8        | 0                        | défaite (3-6, 2-6) au Masters d'Indian Wells 2024                |
| Alex de Minaur        | 6                   | 7              | 0         | 7        | 0                        | défaite (2-6, 2-6) au Masters d'Indian Wells 2025                |
| Roger Federer         | 1                   | 11             | 1         | 10       | 9,1                      | défaite (67-7, 4-6) au Masters de Shanghai 2019                  |
| Novak Djokovic        | 1                   | 8              | 1         | 7        | 12,5                     | défaite (3-6, 4-6) au tournoi de Tokyo 2019                      |
| Grigor Dimitrov       | 3                   | 11             | 2         | 9        | 18,2                     | défaite (4-6, 5-7) à la United Cup 2023                          |
| Rafael Nadal          | 1                   | 7              | 2         | 5        | 28,6                     | défaite (3-6, 7-5, 69-7) au Masters de Madrid 2022               |
| Stéfanos Tsitsipás    | 3                   | 7              | 2         | 5        | 28,6                     | défaite (3-6, 2-6) à la United Cup 2023                          |
| Márcos Baghdatís      | 8                   | 6              | 2         | 4        | 33,3                     | victoire (6-4, 7-64) au tournoi de Bâle 2016                     |
| Jo-Wilfried Tsonga    | 5                   | 7              | 3         | 4        | 42,9                     | victoire (7-65, 6-3, 6-2) à la Coupe Davis 2017                  |
| Alexander Zverev      | 2                   | 7              | 3         | 4        | 42,9                     | victoire (6-4, 7-5) au Masters de Shanghai 2024                  |
| Gilles Simon          | 6                   | 6              | 3         | 3        | 50                       | défaite (3-6, 3-6) au tournoi de Metz 2022                       |
| Richard Gasquet       | 7                   | 6              | 3         | 3        | 50                       | défaite (6-1, 1-6, 1-6) au tournoi d'Auckland 2023               |
| Nicolás Almagro       | 9                   | 6              | 3         | 3        | 50                       | victoire (3-6, 6-3, 6-3) au tournoi de Metz 2017                 |
| Marin Čilić           | 3                   | 9              | 5         | 4        | 55,5                     | victoire (6-4, 3-6, 6-0) au Masters de Monte-Carlo 2021          |
| Fernando Verdasco     | 7                   | 7              | 4         | 3        | 57,1                     | victoire (7-69, 2-6, 6-3, 6-4) au tournoi de Wimbledon 2019      |
| Roberto Bautista-Agut | 9                   | 6              | 4         | 2        | 66,7                     | victoire (5-7, 6-4, 6-2) au tournoi de Montpellier 2021          |
| Dominic Thiem         | 3                   | 10             | 7         | 3        | 70                       | victoire (6-4, 6-1) au Masters 2017                              |
| Diego Schwartzman     | 8                   | 7              | 5         | 2        | 71,4                     | défaite (4-6, 2-6) au Masters de Monte-Carlo 2023                |
| Frances Tiafoe        | 10                  | 6              | 5         | 1        | 83,3                     | victoire (7-63, 5-7, 5-7, 6-4, 7-5) au tournoi de Wimbledon 2022 |

## Victoires sur le top 10
Toutes ses victoires sur des joueurs classés dans le top 10 de l'ATP lors de la rencontre.
| Légende               |
| Grand Chelem          |
| Masters               |
| Jeux olympiques       |
| Masters 1000          |
| ATP 500               |
| ATP 250               |
| Coupe Davis / ATP Cup |

| #  | D.G.  | Tournoi          | Année | Surface      | Adversaire            | Rang | Tour   | Score               |
| -- | ----- | ---------------- | ----- | ------------ | --------------------- | ---- | ------ | ------------------- |
| 1  | no 28 | Bâle             | 2014  | Dur (int.)   | Milos Raonic          | no 9 | 1/4    | 63-7, 6-3, 6-4      |
| 2  | no 18 | Indian Wells     | 2016  | Dur          | Stanislas Wawrinka    | no 4 | 1/8    | 6-3, 5-7, 7-65      |
| 3  | no 13 | Rome             | 2016  | Terre battue | Tomáš Berdych         | no 8 | 1/8    | 6-0, 6-0            |
| 4  | no 12 | Shanghai         | 2016  | Dur          | Gaël Monfils          | no 8 | 1/8    | 4-6, 6-4, 6-2       |
| 5  | no 11 | Open d'Australie | 2017  | Dur          | Dominic Thiem         | no 8 | 1/8    | 5-7, 7-64, 6-2, 6-2 |
| 6  | no 13 | Monte-Carlo      | 2017  | Terre battue | Dominic Thiem         | no 9 | 1/8    | 7-64, 4-6, 6-3      |
| 7  | no 13 | Monte-Carlo      | 2017  | Terre battue | Novak Djokovic        | no 2 | 1/4    | 6-2, 3-6, 7-5       |
| 8  | no 10 | Madrid           | 2017  | Terre battue | Milos Raonic          | no 6 | 1/8    | 6-4, 6-2            |
| 9  | no 8  | Masters          | 2017  | Dur (int.)   | Rafael Nadal          | no 1 | Poules | 7-65, 64-7, 6-4     |
| 10 | no 8  | Masters          | 2017  | Dur (int.)   | Dominic Thiem         | no 4 | Poules | 6-4, 6-1            |
| 11 | no 8  | Masters          | 2017  | Dur (int.)   | Roger Federer         | no 2 | 1/2    | 2-6, 6-3, 6-4       |
| 12 | no 10 | Rome             | 2018  | Terre battue | Juan Martín del Potro | no 6 | 1/8    | 6-2, 4-5 ab.        |
| 13 | no 11 | Cincinnati       | 2018  | Dur          | Kevin Anderson        | no 6 | 1/8    | 6-2, 6-4            |
| 14 | no 11 | Cincinnati       | 2018  | Dur          | Juan Martín del Potro | no 3 | 1/4    | 7-65, 7-64          |
| 15 | no 33 | Halle            | 2019  | Gazon        | Alexander Zverev      | no 5 | 1/4    | 3-6, 6-1, 7-63      |
| 16 | no 11 | ATP Cup          | 2020  | Dur          | Rafael Nadal          | no 1 | 1/4    | 6-4, 7-63           |
| 17 | no 15 | Monte-Carlo      | 2021  | Terre battue | Alexander Zverev      | no 6 | 1/8    | 6-4, 7-67           |
| 18 | no 66 | Astana           | 2022  | Dur (int.)   | Carlos Alcaraz        | no 1 | 1/16   | 7-5, 6-3            |
| 19 | no 66 | Shanghai         | 2024  | Dur          | Alexander Zverev      | no 3 | 1/8    | 6-4, 7-5            |
| 20 | no 55 | Miami            | 2025  | Dur          | Carlos Alcaraz        | no 3 | 1/32   | 5-7, 6-4, 6-3       |

## Ses trois meilleures victoires en simple par saison
| 2008 1. Kamil Čapkovič (en) - 329e - 6-0, 6-4 2. Valery Rudnev (en) - 466e - 6-4, 3-0 ab. 3. David Novak - 482e - 6-4, 6-4 | 2009 1. Christophe Rochus - 93e - 7-6, 4-6, 6-3 2. Kevin Anderson - 137e - 7-5, 6-3 3. Adrian Ungur - 185e - 7-6, 6-1 | 2010 1. Julian Reister (en) - 106e - 7-6, 6-2 2. Éric Prodon - 156e - 6-1, 6-7, 6-3 3. Alessio Di Mauro - 173e - 6-0, 6-3 |

| 2011 1. Olivier Rochus - 79e - 7-5, 4-6, 7-6 2. Lukáš Rosol - 85e - 3-6, 6-3, 6-3 3. Alejandro Falla - 93e - 6-0, 6-7, 7-6 | 2012 1. John Isner - 11e - 7-6, 4-6, 6-4 2. Radek Štěpánek - 27e - 6-2, 4-6, 2-6, 6-4, 6-2 3. Bernard Tomic - 28e - 3-6, 6-3, 6-4, 6-4 | 2013 1. Philipp Kohlschreiber - 21e - 7-65, 4-6, 6-2 2. Vasek Pospisil - 40e - 7-5, 1-6, 7-68 3. Viktor Troicki - 44e - 4-6, 6-3, 6-4 |

| 2014 1. Milos Raonic - 9e - 63-7, 6-3, 6-4 2. Jo-Wilfried Tsonga - 11e - 1-6, 7-65, 7-5 3. Philipp Kohlschreiber - 24e - 6-3, 7-5 | 2015 1. Jo-Wilfried Tsonga - 14e - 6-2, 4-6, 7-5 2. Ernests Gulbis - 20e - 3-6, 6-1, 7-5 3. Andreas Seppi - 25e - 6-2, 6-3 | 2016 1. Stanislas Wawrinka - 4e - 6-3, 5-7, 7-65 2. Tomáš Berdych - 8e - 6-0, 6-0 3. Gaël Monfils - 8e - 4-6, 6-4, 6-2 |

| 2017 1. Rafael Nadal - 1er - 7-65, 64-7, 6-4 2. Novak Djokovic - 2e - 6-2, 3-6, 7-5 3. Roger Federer - 2e - 2-6, 6-3, 6-4 | 2018 1. Juan Martín del Potro - 3e - 7-65, 7-64 2. Kevin Anderson - 6e - 6-2, 6-4 3. Juan Martín del Potro - 6e - 6-2, 4-5 ab. | 2019 1. Alexander Zverev - 5e - 3-6, 6-1, 7-63 2. Daniil Medvedev - 13e - 4-6, 6-2, 3-6, 6-3, 7-5 3. Marco Cecchinato - 16e - 6-4, 6-4 |

| 2020 1. Rafael Nadal - 1er - 6-4, 7-63 2. Grigor Dimitrov - 20e - 4-6, 6-2, 6-2 3. Filip Krajinović - 26e - 6-1 7-65, 6-4 | 2021 1. Alexander Zverev - 6e - 6-4, 7-67 2. Roberto Bautista-Agut - 13e - 5-7, 6-4, 6-2 3. Filip Krajinović - 32e - 6-4, 6-4 | 2022 1. Carlos Alcaraz - 1er - 7-5, 6-3 2. Hubert Hurkacz - 12e - 7-68, 7-62 3. Diego Schwartzman - 19e - 7-63, 6-2 |

| 2023 1. Alexander Bublik - 36e - 6-3, 6-4 2. Mikael Ymer - 69e - 6-4, 6-1 3. Christopher Eubanks - 123e - 6-3, 6-4 | 2024 1. Alexander Zverev - 3e - 6-4, 7-5 2. Ugo Humbert - 16e - 3-6, 6-1, 7-67 3. Lorenzo Musetti - 18e - 1-6, 7-66, 6-2 |  |

## Classements ATP en fin de saison
| Année          | 2008 | 2009 | 2010 | 2011 | 2012 | 2013 | 2014 | 2015 | 2016 | 2017 | 2018 | 2019 | 2020 | 2021 | 2022 | 2023 | 2024 |
| Rang en simple | 711  | 309  | 229  | 174  | 46   | 113  | 22   | 16   | 11   | 7    | 22   | 11   | 15   | 39   | 53   | 111  | 52   |
| Rang en double | 1107 | 1525 | 632  | –    | 957  | 1282 | 1266 | 377  | 571  | 547  | 507  | 164  | 249  | 795  | 1159 | 863  | 858  |

Source : (en) Classements de David Goffin sur le site officiel de la Fédération internationale de tennis

## Distinctions
- Citoyen d'honneur de Liège (2012)[172]
- Officier du Mérite wallon (O.M.W.) 2015.
- FrancoSport 2015.
- Trophée national du Mérite sportif 2017.
- Sportif belge de l'année 2017.
- Commandeur du Mérite wallon (C.M.W.) 2017.